# 慕尼黑火车总站
慕尼黑火车总站（德語：München Hauptbahnhof）是一座位于德国巴伐利亚州首府慕尼黑的铁路车站。该尽头式车站的站房建筑连同轨道范围共占地约760,000平方米，在地面及地下分别设有32条及2条到发线，其股道数量为德国所有车站之最。此外，它还是德国铁路所划分的21座一等站之一。伴随着日均45万人次的旅客发送量，它与汉堡火车总站共同成为了德国使用最为频繁的车站。
慕尼黑的首座火车站始建于1839年，原址位于现车站以西约800米处，现车站则是自1849年起投入首次临时营运。随后它进行了多次改建及扩建，并逐渐发展成为巴伐利亚铁路网络中最为重要的枢纽车站。

## 方位

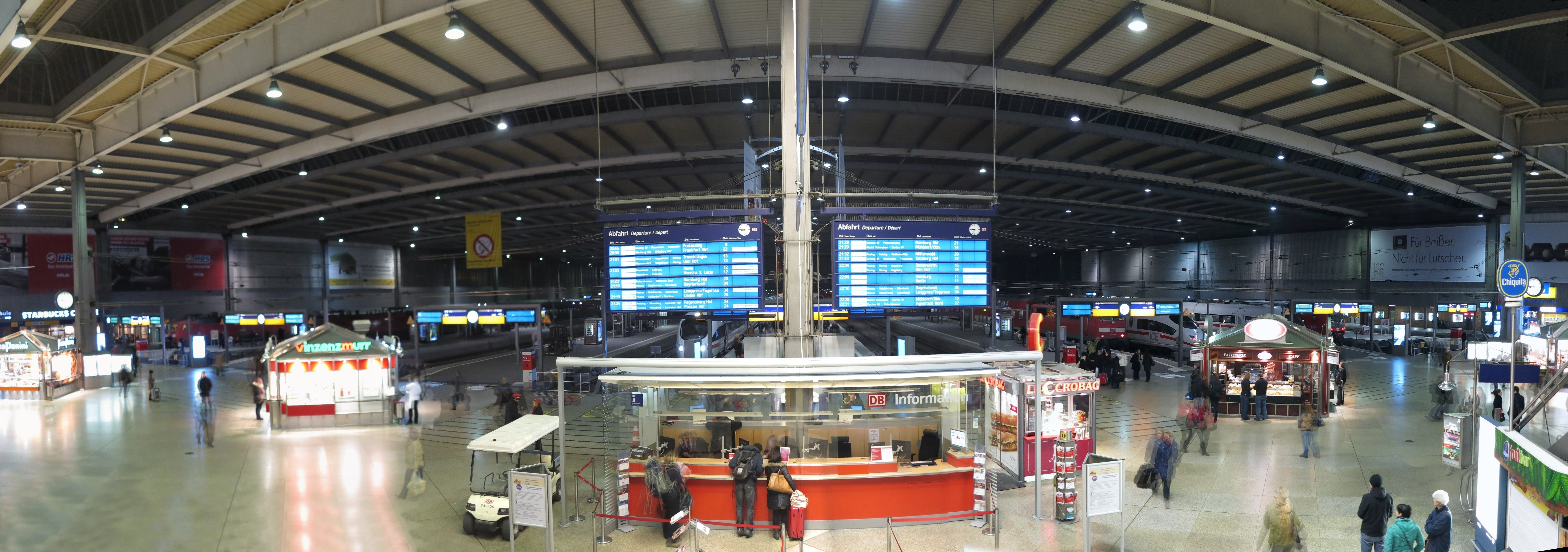
位于德国铁路咨询柜台前方的车站大堂全景及后方的电子显示屏（2012年）

慕尼黑火车总站位于慕尼黑旧城以西的路德维希郊区-伊萨尔郊区北部。从车站东侧的正门可以通过普里尔迈耶大街（Prielmayerstraße）或拜耳大街（Bayerstraße）前往卡尔广场。在正门前的车站广场有多条有轨电车路线在此停靠。
车站在北部毗邻阿奴尔夫大街（Arnulfstraße），西部则在月台终端通过一条车站隧道穿越至保罗·海泽大街（Paul-Heyse-Straße）。车站的南部与拜耳大街接壤。车站界限向西会进一步延伸并结束于多纳斯贝格桥。

## 历史

### 铁路的连接
在19世纪中叶的工业化进程中，亟需一种全新的、更高效的运输手段来实现对乘客及货物的快速运输。在年久失修的道路上运行的马车再也无法提供必要的动力。作为一项解决方案，以英格兰为蓝本兴建铁路被纳入议事日程。然而，当时的巴伐利亚国王路德维希一世却侧重于对水路进行扩充，于是铁路的建设则留给了私人公司及协会。
当纽伦堡至菲尔特之间一条约6公里长的铁路于1835年11月25日开通之后，对此深感兴趣的民众又分别在慕尼黑和奥格斯堡成立了各自的铁路委员会。这两个铁路委员会很快便联合起来，以允许在奥格斯堡至慕尼黑之间建设一条铁路线。两大城市之间应该建立比平常的驿站马车更快的连接，其中需要克服经停17座驿站（约63公里）的距离。根据铁路机车的运行速度，行车时间预期可以缩短三分之一。铁路委员会委托政府来规划路线的大致走向，并进一步希望国家负责铁路的建设工作。巴伐利亚方面对此表示拒绝，但同时也表明国家将对铁路建设提供财政支持。
作为一家私人公司，约瑟夫·安东·冯·玛菲在1837年7月23日成立了慕尼黑-奥格斯堡铁路公司。在得到其他股东的进一步支持后，铁路建设始于1838年春季。

### 位于战神广场的车站
关于在慕尼黑设置火车站的首个计划始于1838年。慕尼黑－奥格斯堡铁路的项目负责人，乌尔里希·希姆瑟尔及其副手约瑟夫·佩特希（Joseph Pertsch）拟定了一个带有接待大厅和货运仓库的车站设施方案。接待大厅背后是一个包含了4座径向布局大厅的半圆形建筑。这是根据英式风格为蓝本进行设计的。约瑟夫·佩特希将选址定于如今的太阳大街（Sonnenstraße）。而乌尔里希·希姆瑟尔却倾向将车站建于麻雀大街（Spatzenstraße），它与如今车站所处的位置相同。
然而，慕尼黑-奥格斯堡铁路公司却无法负担在两个选址的征地和建设费用。于是在慕尼黑－奥格斯堡铁路的慕尼黑至洛赫豪森区间于1839年9月1日投入营运时，只能使用由木材搭建的临时性建筑。其站址位于战神广场，即如今的哈客桥附近。它由一个简易的木制站房和两个售票厅组成。在接待大厅则设有两个候车区和若干服务处所。这座建筑还包含了一个带两条轨道和每条一个机车转盘的车站大堂，其占地为75.4×15.37米宽。用于机车维护的机械车间也设于车站范围内。一年后，在1840年10月4日，通往奥格斯堡的整条铁路贯通。这条路线每天发送乘客约400人次。
在1841年，该车站收到了关于选址方位的第一宗投诉。由于车站远离市中心，因此前往车站的费用也极为昂贵。同时小规模的木质建筑也被认为与慕尼黑的城市地位不相称，无法给人带来深刻的印象。于是国王路德维希一世于1843年开始委托建筑师弗里德里希·冯·盖特纳对车站进行重新设计。它应该尽可能向市中心靠拢，因为地处城市郊区的旧车站离市区仍有一个半小时路程。至于慕尼黑-奥格斯堡铁路公司在1844年被收归国有，可以被视为落实新车站建设的第一步措施。共有三种新的选址方案被呈交审议。第一项方案位于慕尼黑皇家射击总会的靶场范围，第二项位于战神广场高地，第三项则位于太阳大街。在随后的几年中，国家及城市当局均对三项方案犹豫不决。1847年4月4日，车站站房发生了一次重大火灾。起火原因无法确定，也无造成人员伤亡。但部分的货运及经营设施已被烧毁。因此新车站的建设决策必须立即落实。1847年4月5日，巴伐利亚国王决定将新车站建于射击总会靶场附近。位于战神广场的车站则不得不暂时修葺恢复使用，直至新车站于1847年秋季完工。由于施工延误，轨道被延伸至了射击总会的靶场内。靶场的建筑此时开始作为接待大厅使用，直至新站房于1847年11月15日落成。

### 弗里德里希·比尔克莱因的新中央车站

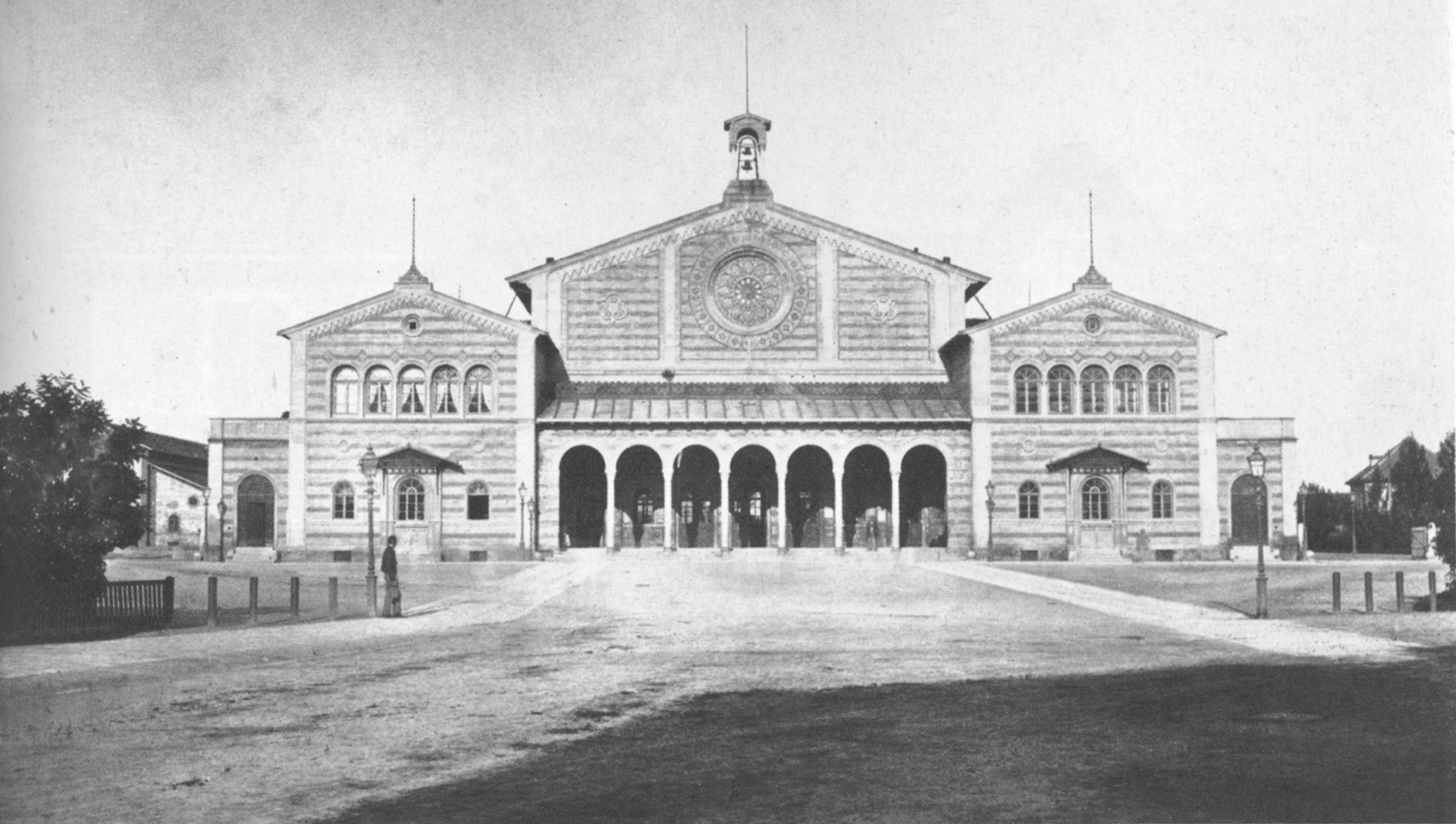
慕尼黑中央车站，约1854年

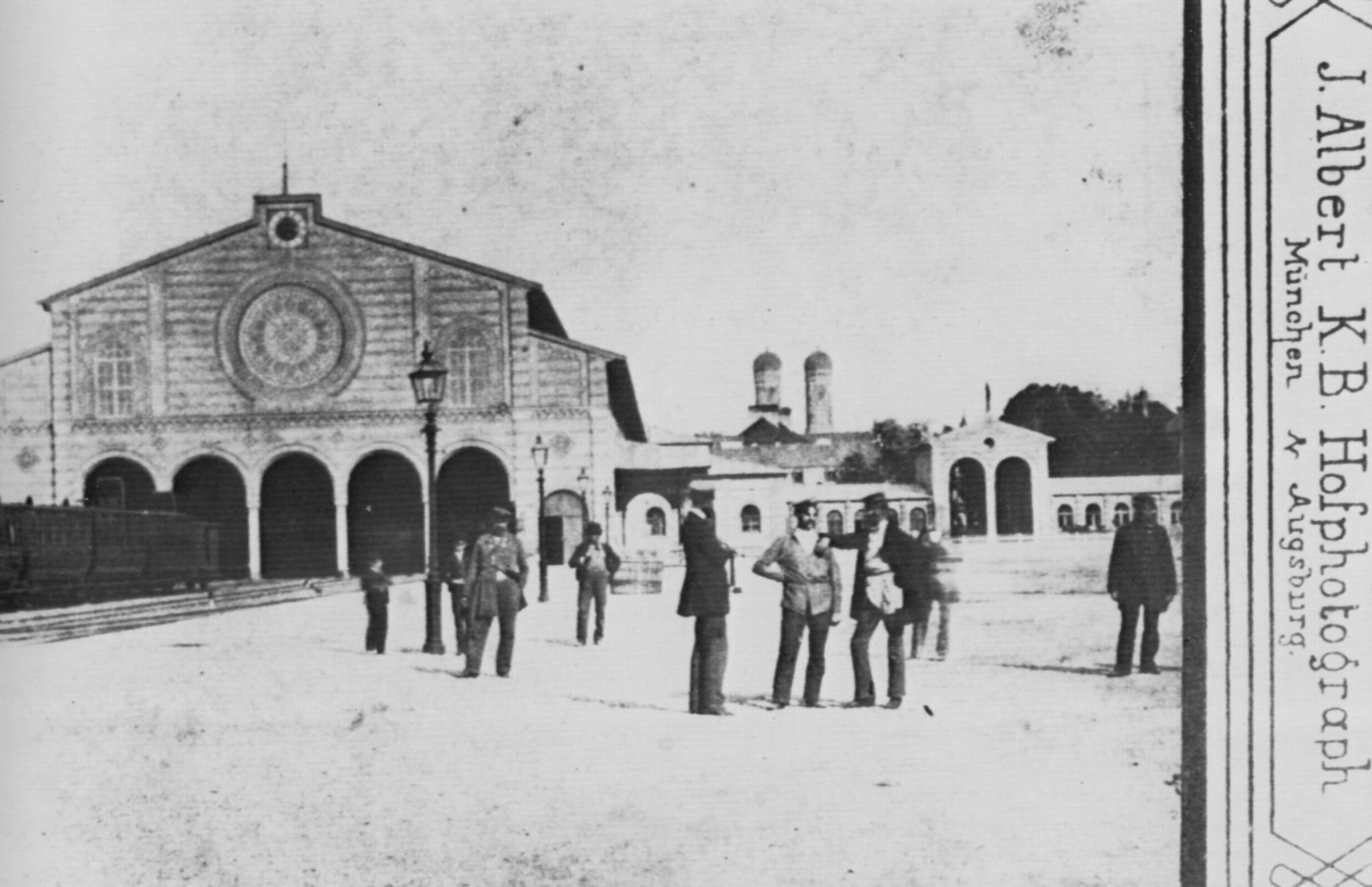
门厅视角，约1859年

新车站建设的项目建筑师弗里德里希·比尔克莱因负责，他是弗里德里希·冯·盖特纳的学生。新的车站大堂可于1848年投入营运。该建筑有119米长、29米宽和20米高，并设有用于5条轨道接入的空间。一年后，于1849年10月1日，接待大厅也建成使用。车站此时每天发送旅客约1,500人次。车站圆拱式的建筑采用罗曼式和意大利文艺复兴式的风格，由黄色和红色的砖墙组成，个别构造还使用了砂岩和石灰岩。接待大厅则是一个教堂式的建筑，并在东侧加入了一个园亭。它配备了当时最为先进的技术，包括一个中央热水供暖设施和一个中控的塔钟，其中塔钟的表盘高达130米。车站自1851年起还开始采用气体照明。
然而，新建筑在通往兰茨胡特的铁路于1858年建成后再次显得过于狭小。因此巴伐利亚东部铁路股份公司也在中央车站以北拥有了自己的车站设施。这座新的、也被称为东站（Ostbahnhof）的停车点有145米长和24米宽，并拥有包含4条轨道的月台大厅。此外，还有一个3条轨道的车库、一个货物仓库和其它附属建筑。1859年，该车站被用作通往纽伦堡的铁路。而当通往罗森海姆的铁路于1860年8月12日建成后，该车站继续得到重视。由于中央车站没有更多的轨道空余，列车只好诉诸于东站。车站同时也供搭乘国际列车的旅客使用，并在1860年录得每日3,500人次的旅客发送量。在车站南侧则有采用相同风格的一座邮政车站及其它建筑落成。

### 1880年代新建的车站
| 轨道   | 运用                     |
| ------ | ------------------------ |
| 1，2   | 自因河畔辛巴赫及罗森海姆 |
| 3，4   | 往因河畔辛巴赫及罗森海姆 |
| 5，6   | 自/往霍尔茨基兴          |
| 7，8   | 自图青及林道             |
| 9，10  | 往图青及林道             |
| 11，12 | 自/往乌尔姆              |
| 13，14 | 自/往英戈尔施塔特        |
| 15，16 | 自/往兰茨胡特            |

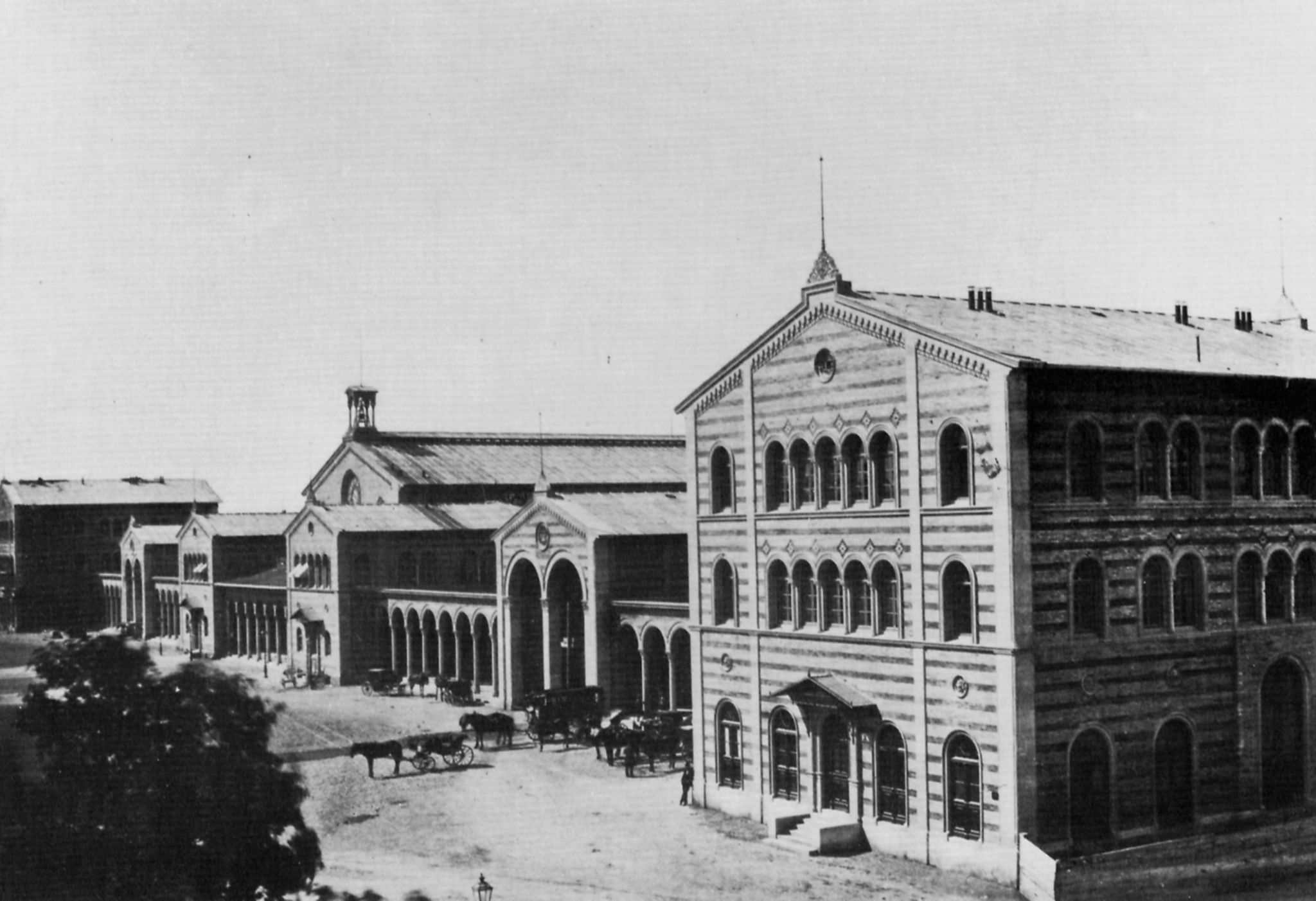
慕尼黑车站于西南侧的外观，1870年

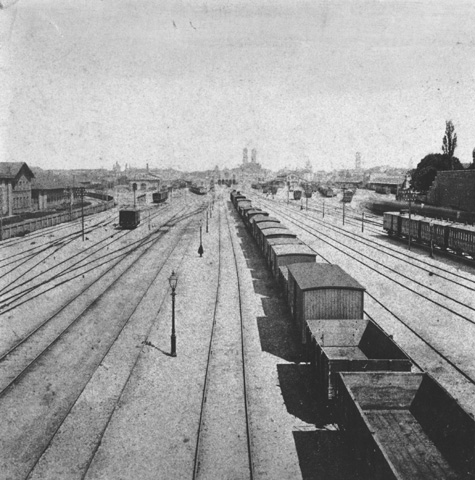
从哈克桥上看到的车站轨道设施，1870年

随着慕尼黑－因戈尔施塔特铁路于1867年、慕尼黑－米尔多夫铁路于1871年、慕尼黑－罗森海姆铁路及慕尼黑－布赫洛厄铁路于1873年相继开通，中央车站的容量问题再次凸显。为此当局拟定了两项计划：其一是由弗里德里希·布尔克莱因规划一座新的翼站；其二是兴建一座新的大堂，而所谓的“东站”则应被拆除。最终第二个计划得到落实。从1877年至1883年，在卡尔·施诺尔·冯·卡尔斯费尔德（Carl Schnorr von Carlsfeld）、雅各布·格拉夫和海因里希·格贝尔的领导下，新的车站大堂被扩建为16条轨道。其中卡尔斯费尔德对车站设施进行重新布局，格拉夫负责建筑施工，格贝尔则掌管结构设计。新的大堂被翻新为原有的两倍大，从而使其前部得以继续作为售票厅保留。其它的营运建筑则将进行扩建。建设工作于1883年年底完成。
慕尼黑中央车站的面积此时被划分为三个部分。第一部分也被称为内部，负责旅客运输、快货及件货运输。中部直至工人桥（今多纳斯贝格桥）的部分承担整车货运及编组站的职能。外部则结束于弗里登海默桥畔，它包含有及机车库、列车库和中央维修车间。车站在完成改建后距离最终的转辙器有2.9公里长，最宽处也有580米宽。其转辙器总数为226个、机车转盘为42个，以及所有轨道的总长度为82.3公里。

### 改建及翼站的兴起

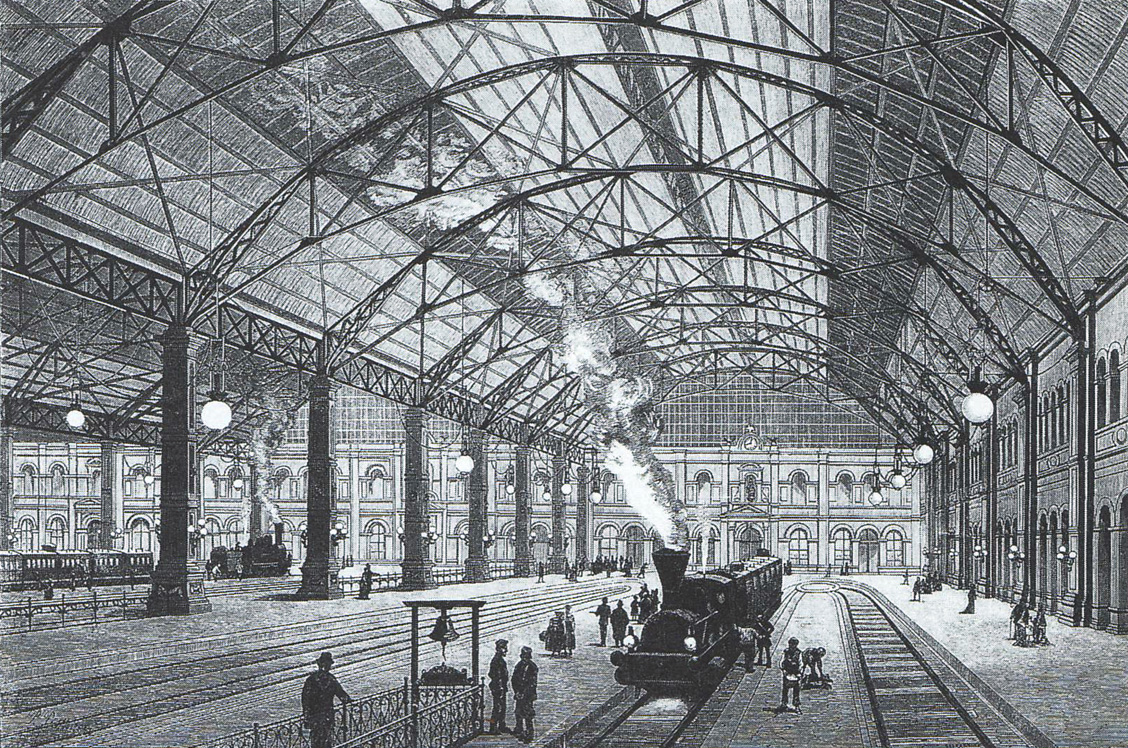
中央车站内景（1885年）

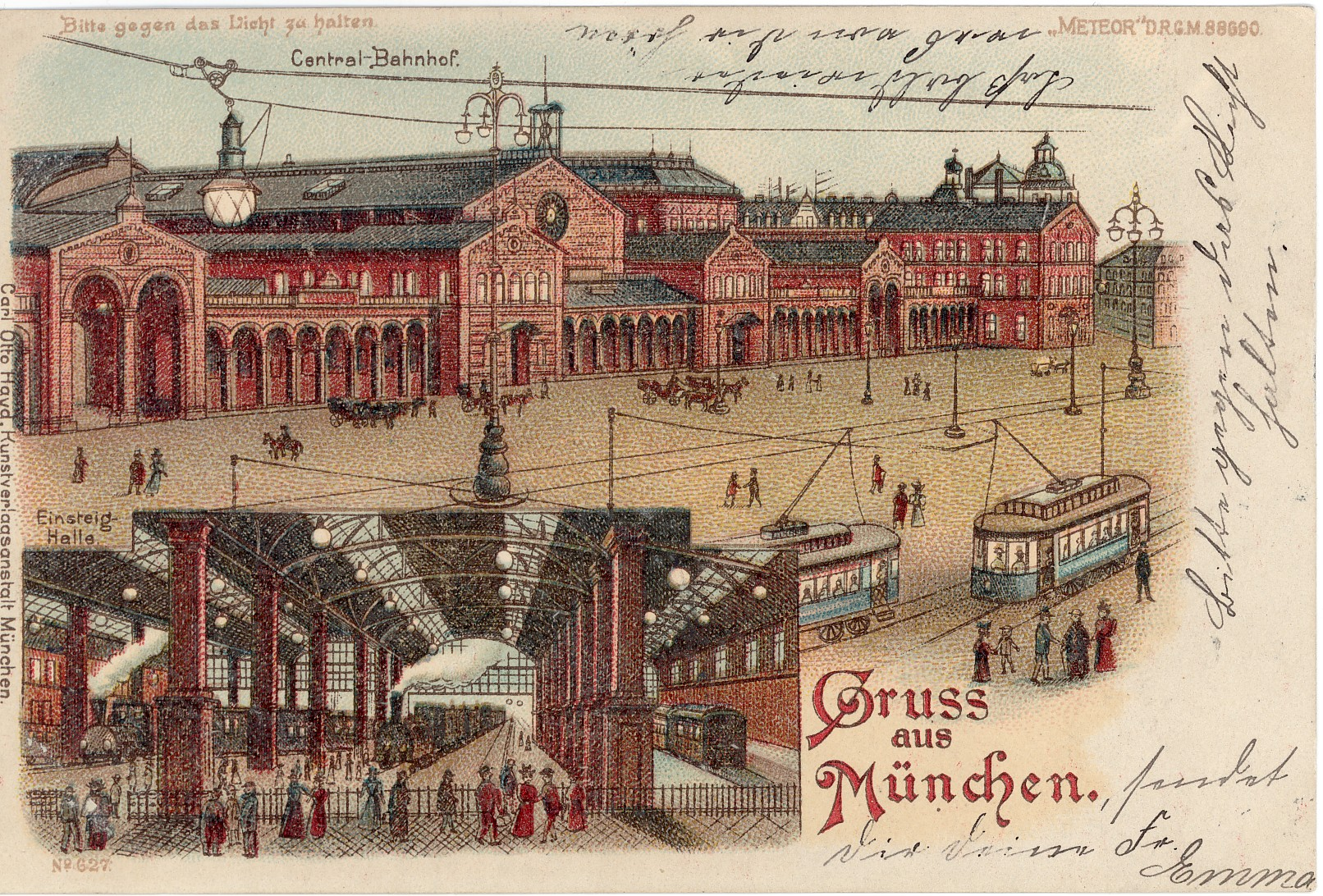
1903年的车站（风景明信片）

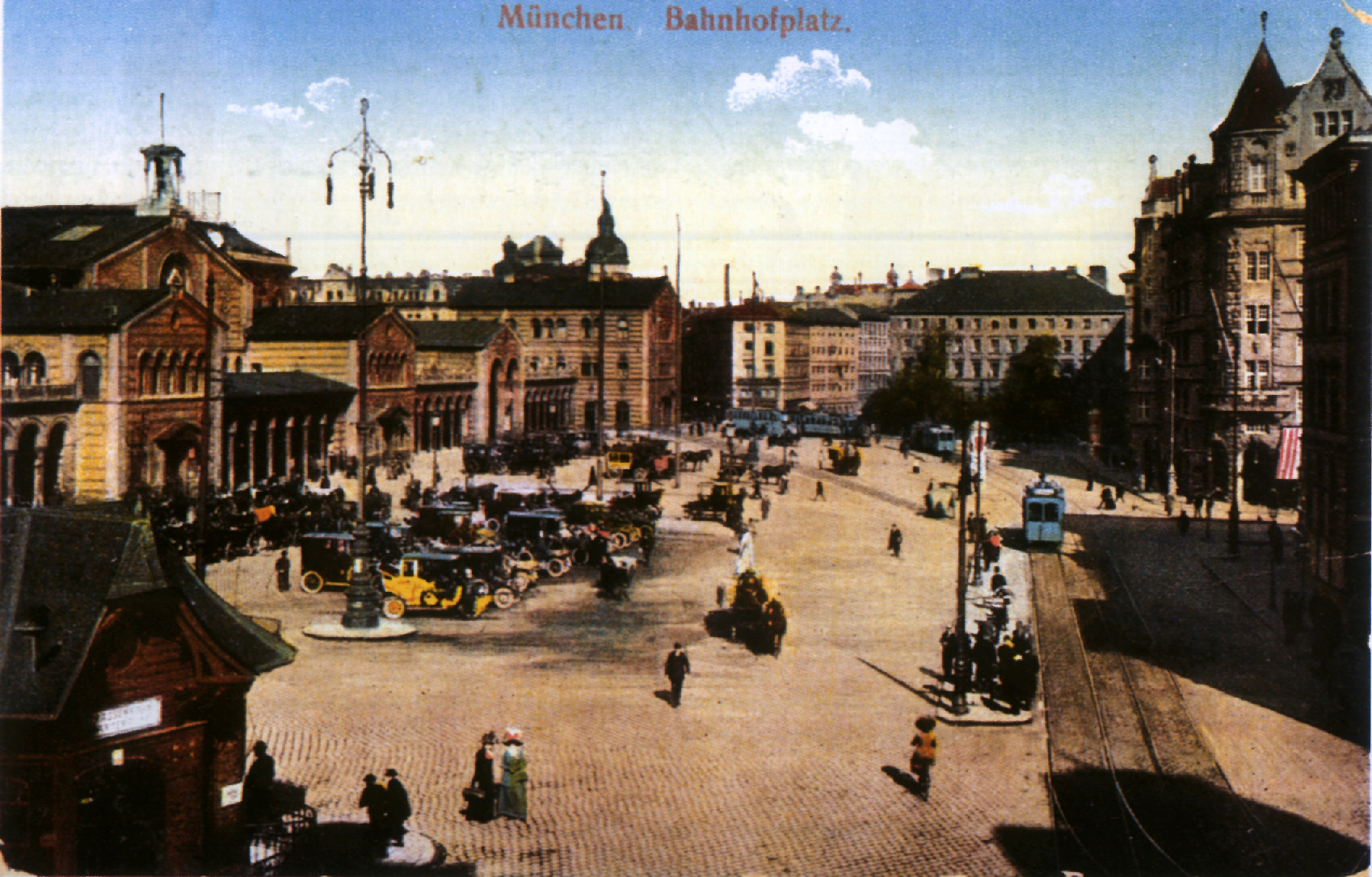
1900年的站前广场（彩色明信片）

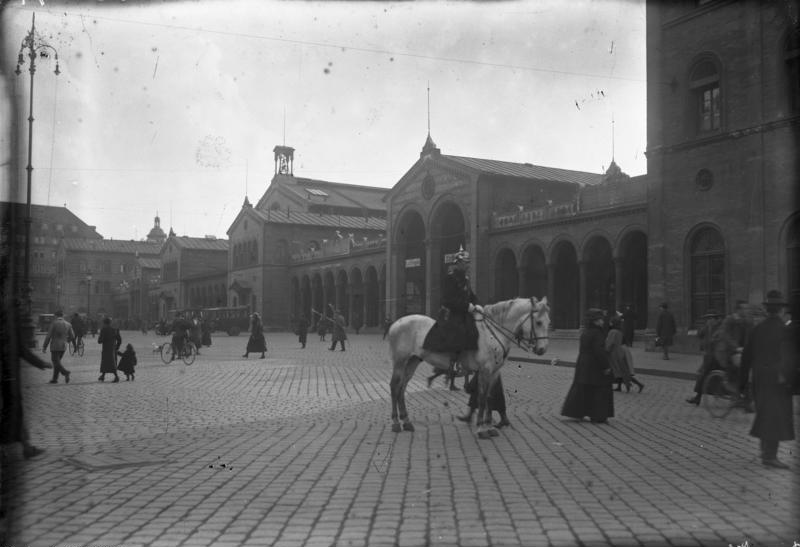
1923年的火车总站

几年后，该车站再次被证明是规模过小。建筑师弗里德里希·格拉夫（Friedrich Graf）在此时提出应将车站搬迁至兰德斯贝格大街（Landsberger Straße），从而实现与来自慕尼黑南站、并经由施瓦宾车站（Bahnhof Schwabing）通往规划中的北站的环线铁路相接。但该计划没有实现，取而代之的是将客运从货运中分离，以保证中央车站的客流量。整车货运业务被转移至莱姆编组站到发。中央车站则保留了件货到发。改造工作在1891年开始。
1893年，皇家巴伐利亚国营铁路在中央大堂的北侧开放了施塔恩贝格翼站（Starnberger Flügelbahnhof）。它获得了6条轨道，但只有一个临时的木质站房。长途客运此时被集中在中央大堂，往帕兴方向的短途运输则被移往翼站。1897年，翼站获得了巴伐利亚的首个联锁控制信号塔。莱姆编组站于1896年落成，因此除件货外的所有货运业务都被转移至莱姆进行。此外，通往兰茨胡特的铁路获得了一条经由宁芬堡宫后侧的新路由，以使其能够与莱姆编组站相连接。而往帕兴方向的铁路则被转移至一座新建的立交桥。
1904年5月1日，中央车站被正式更名为慕尼黑火车总站。它共设有22条轨道，日均处理约300班列车。在随后的几年内，这座车站在当时40.7万人口的城市中的日均旅客发送量达到18,000人次。随着旅客数量的持续上升，进一步的扩建计划被纳入议事日程。F. X. 李比希和特奥多·莱赫纳（Theodor Lechner）建议在煤炭岛新建一座通过式车站，并与伊萨尔河谷铁路相连。那里是德意志博物馆现址。而其它的可能性，例如在哈克桥西侧新建一座通过式车站，并以一条隧道与慕尼黑东站相连；以及将本地运输转移至地下车站和将中央车站搬迁住慕尼黑南站等方案都进行了审议。
在巴伐利亚财政部于1911年9月的一份研究报告中，所有这些方案都因为当局更倾向于扩建施塔恩贝格翼站和新建霍尔茨基兴翼站而被否决。该报告还规定，将全部短途运输均转移至两座翼站进行。它同时也对通过式车站在未来是否适用表示质疑。扩建工程于1914年开始，但它们却因第一次世界大战的爆发而推迟。两座翼站直至1921年4月30日才得以投入营运。短途运输此时已大部分转移至翼站。凭借着霍尔茨基兴车站拥有的额外10条轨道，慕尼黑中央车站共最大限度的获得了36条轨道。而行车服务也在1922年至1929年间建成了9座联锁控制信号塔。

### 国营铁路时期及希特勒的重建计划
在1925年至1927年期间，由慕尼黑到发的6条铁路线均实现了电气化，因此除了霍尔茨基兴翼站外，车站的所有轨道都架设了接触网。它在国营铁路时期同样也有新的改造规划。德意志国铁路计划将车站搬迁至哈克桥以西。为此，通过一条1,900米长的隧道穿越特蕾西娅草坪地底、并与慕尼黑南环铁路相接的联络线已经建成，但本地的运输服务应该仍在毗邻的尽头式车站终到。莱姆编组站需要在这些计划落实后进行拆卸，作为替代，则应在米尔贝茨霍芬新建一座编组站。但由于德国在随后几年进入大萧条，这些计划没有得以实现。
1928年7月15日，在车站出口位置的多纳斯贝格桥发生了一起铁路事故。52841次体育专列与一列加班列车相撞并引发火灾，并造成10人罹难。
自1933年起，阿道夫·希特勒开始委托赫尔曼·阿尔克制定新的车站重建计划。新的车站应该在莱姆和帕兴之间重建，且旧的设施可以通过从卡尔广场引出的普拉希特大街（Prachtstraße）与新车站相连。但阿尔克的计划无法令委托人满意，因为受到接待大厅的影响，其对面120米宽的普拉希特大街无法铺开。赫尔曼·吉斯勒在1938年以一个45度角面向道路的车站方案解决了这一难题。他计划构建一个有136米高的巨大穹顶建筑，其直径将达到265米。1942年5月，德国国营铁路接到希特勒的命令，开始构建一个连接全欧洲的宽轨铁路计划。在该计划中，铁路的轨距应为3米，净空限界则为8米乘8米。而宽轨的柏林－慕尼黑铁路与巴黎－维也纳铁路应该在慕尼黑相互连接。十条准轨轨道和四条宽轨轨道应在一条7米深的隧道内修建。然而，上述计划并没有得以实现。
在1939年的夏季运行图中，每天共有112班定期营运的长途列车在慕尼黑总站到发。因此它也成为了德意志国铁路长途运输网络的11个重要节点之一。

### 二战及战后

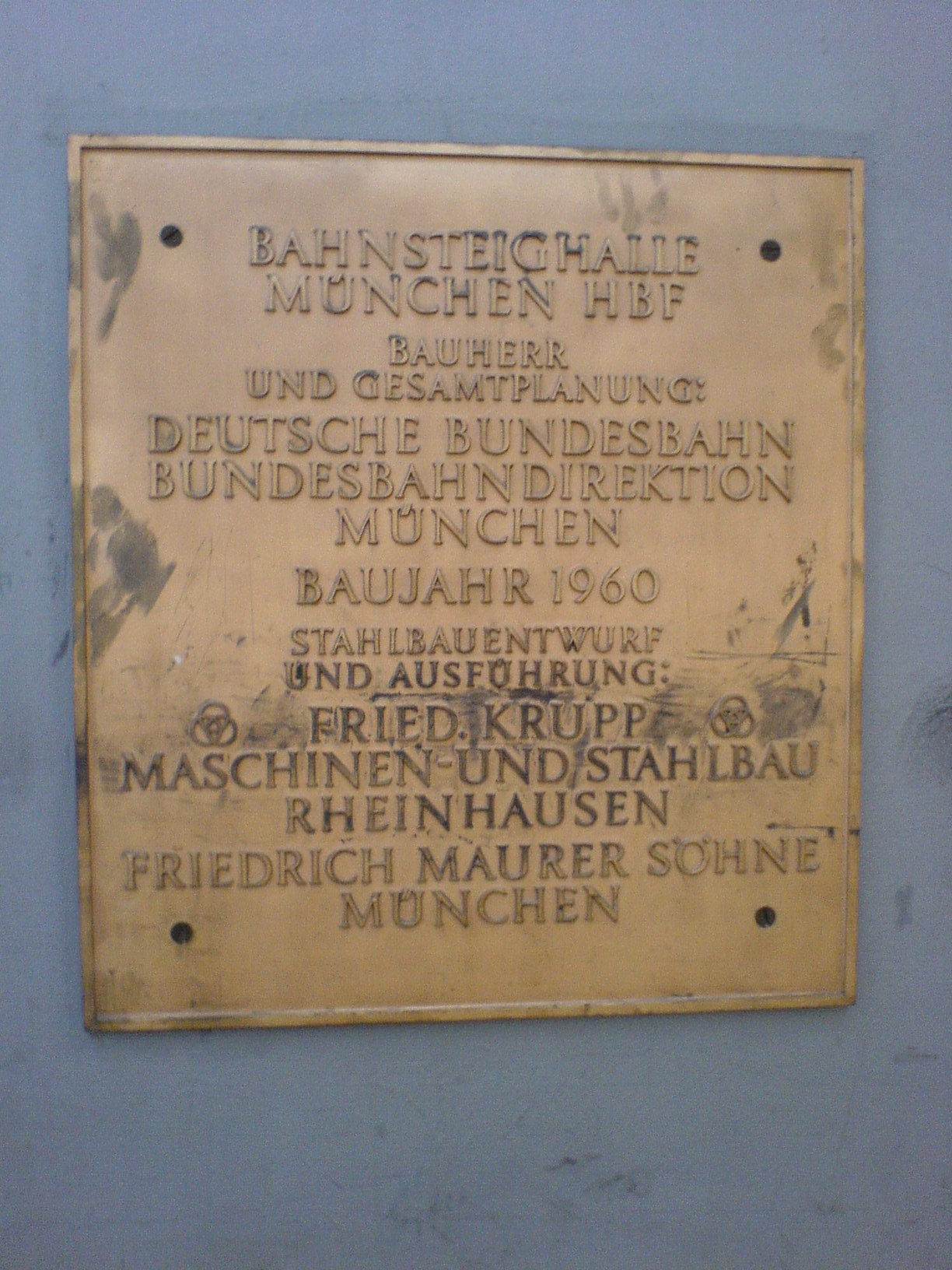
纪念主厅建设的铜制牌匾

1955年的中央车站

在第二次世界大战期间，慕尼黑总站因盟军的轰炸而遭到重创，但列车在每次空袭后仍继续维持开行。直至1945年2月25日，大部分的列车服务才在高达112次轰炸后而被迫改道。此时车站仅开行有1班通往帕兴的车次。所有长途列车都必须在慕尼黑周边进行大范围的绕行或利用慕尼黑北环铁路作为替代路线。总体而言，车站的损失高达710万帝国马克，并造成了大量的人员伤亡。1945年4月30日，美国军队进入慕尼黑，最初納粹德軍仍然奉命保卫车站，但由于反击实际上已毫无意义，因此最终車站的和平移交得以實現。1945年5月6日，尽管面临缺乏建筑材料和繁复的审批程序等困难，车站还是启动了战后重建工作。至1945年6月24日，已有128班列车得以再次经由慕尼黑总车站到发。自同年12月16日起，车站的每日列车处理量更是达到了235班。
从1945年5月16日至8月16日，由于在战争中被炸毁的站台顶棚面临坍塌的危险，废墟中的其余部分均被拆除，以便进行重建。作为战后新开端标志的新施塔恩贝格翼站自1950年5月开始兴建，它由海因里希·格布尔（Heinrich Gerbl）设计，其宏大的新古典主义风格被视为具有落后的前瞻性，同时层柱式大堂也被批评为令人联想起纳粹时期。前厅的宽度为宽度为240米，长度为222米。同年，主建筑的前四个区域完工。1951年，车站南部的一家酒店开业。随着1952年6月26日引入的动力集中式列车服务，使得列车得以免除了机车换挂的麻烦。主建筑于1953年重新投入营运。随后霍尔茨基兴翼站也在1954年5月实现了电气化。调车无线电在1956年2月6日投入使用，以便车站范围内可以进行简易的调车作业。霍尔茨基兴的月台在1958年8月1日获得了一个横向的顶棚。根据弗朗茨·哈特的设计所构建的车站主厅也在1960年8月1日完工。主厅有140米宽和220米长。除了在建筑边缘有间距为70米的柱列外，它在中间行还有一排柱列，这在当时是极为罕见的。如今的站房建筑是在1960年8月1日落成。

### 中央信号所及快铁主线的兴建
中央信号所于1964年10月11日凌晨4点开始投入运作。新的信号所可对295个转辙器、446个铁路信号机、300个配备免检轨道装置的区间和7条自动闭塞路线进行集中控制。信号所共有4个联锁装置可供使用，其中1个用于控制霍尔茨基兴翼站、2个用于主站的轨道以及1个用于施塔恩贝格翼站。新的只需要38名操作人员及12名信号维护人员，并可以由此节省93个工作职位。

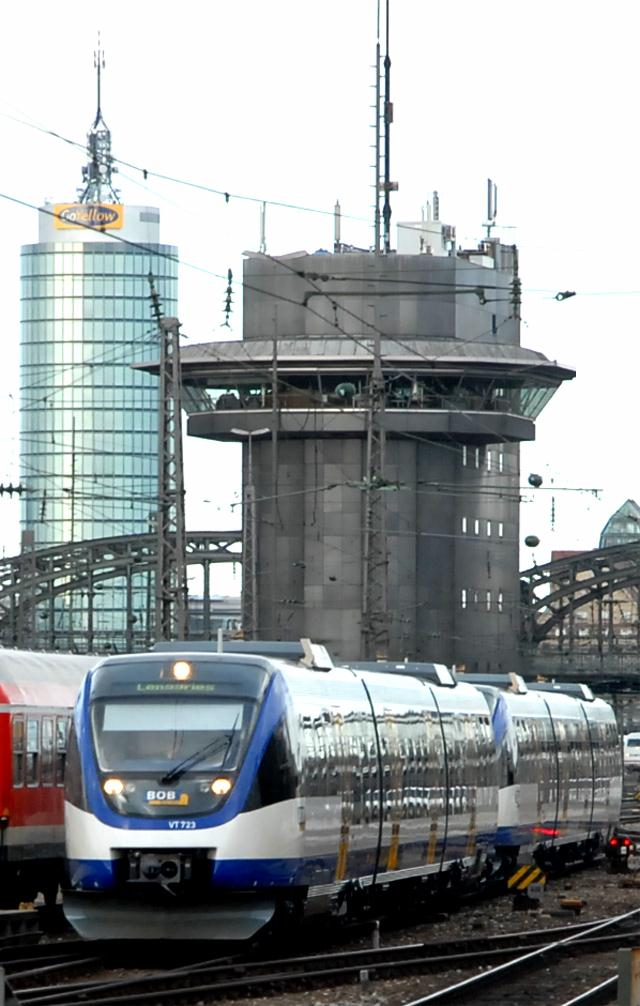
信号所塔楼及下方行驶的列车

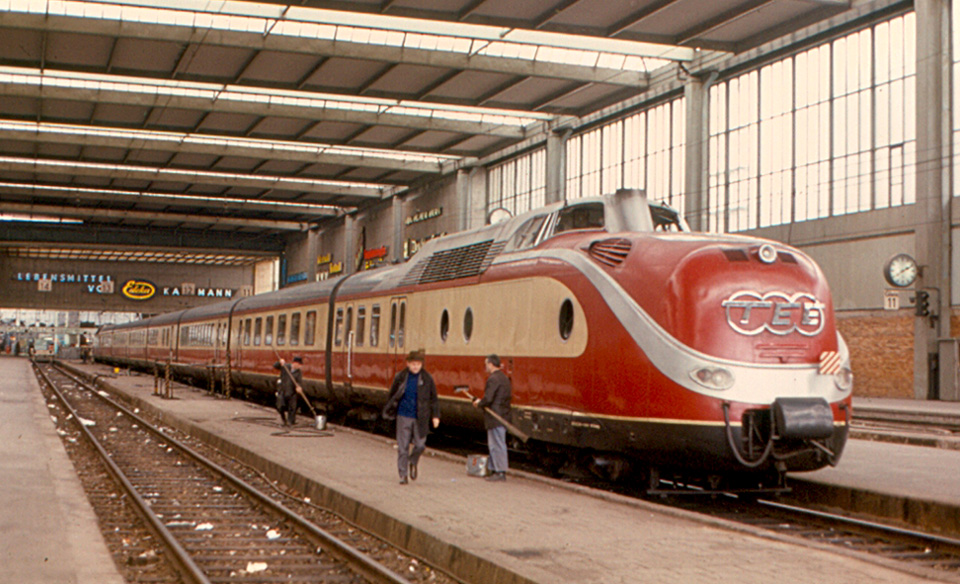
米迪奥拉姆号列车于主厅（1970年）

在随后的几年中，邮政业务、包括在车站下方设立的自己的邮政地铁系统已经可供使用，但它受到乘客干扰的问题却日益严重。1968年8月18日，一个独立的包裹处理车站在威廉·哈勒大街（Wilhelm-Hale-Straße）投入营运，它是通过一条复线铁路与慕尼黑总站相连。
施塔恩贝格翼站的运输服务自1967年起受到慕尼黑快铁主线的建设影响，因为主线被设计在其下方通过。为了能及时在1972年夏季奥运会时投入服务，快铁主线及新的地下车站赶在1972年4月28日建成。在夏季奥运会期间，有大量的旅客经由慕尼黑总站到发。以1972年9月2日为例，在不包括慕尼黑快铁营运的情况下，车站共录得3.5万人次的客流量。首条地铁线，当时的U8/U1线（今U2/U1线）于1980年10月18日开始经由慕尼黑总站运行。随着快铁的进一步发展和扩建，前往沃尔夫拉茨豪森的快铁S7线自1981年5月31日起得以通过一条260米长的隧道将快铁主线与慕尼黑总站的所有轨道连接在一起。而在此之前，原被标记为S10线、往返于沃尔夫拉茨豪森的短途列车服务则结束了在霍尔茨基兴翼站的到发。用于U4/U5线的地铁月台于1984年3月10日开通。在1980年代，接待大厅在埃克哈德·法赫尔（Ekkehard Fahr）、迪特·沙伊赫（Dieter Schaich）和约瑟夫·莱茵德尔（Josef Reindl）的主导下被转化成流动大厅和旅游中心，以创造一个透明和开放的流动环境。在1989年的夏季运行图中，凭借着日均269班定期运行的长途列车到发量，该车站成为德国联邦铁路网络中的12大枢纽车站之一。

### 基础设施的改善

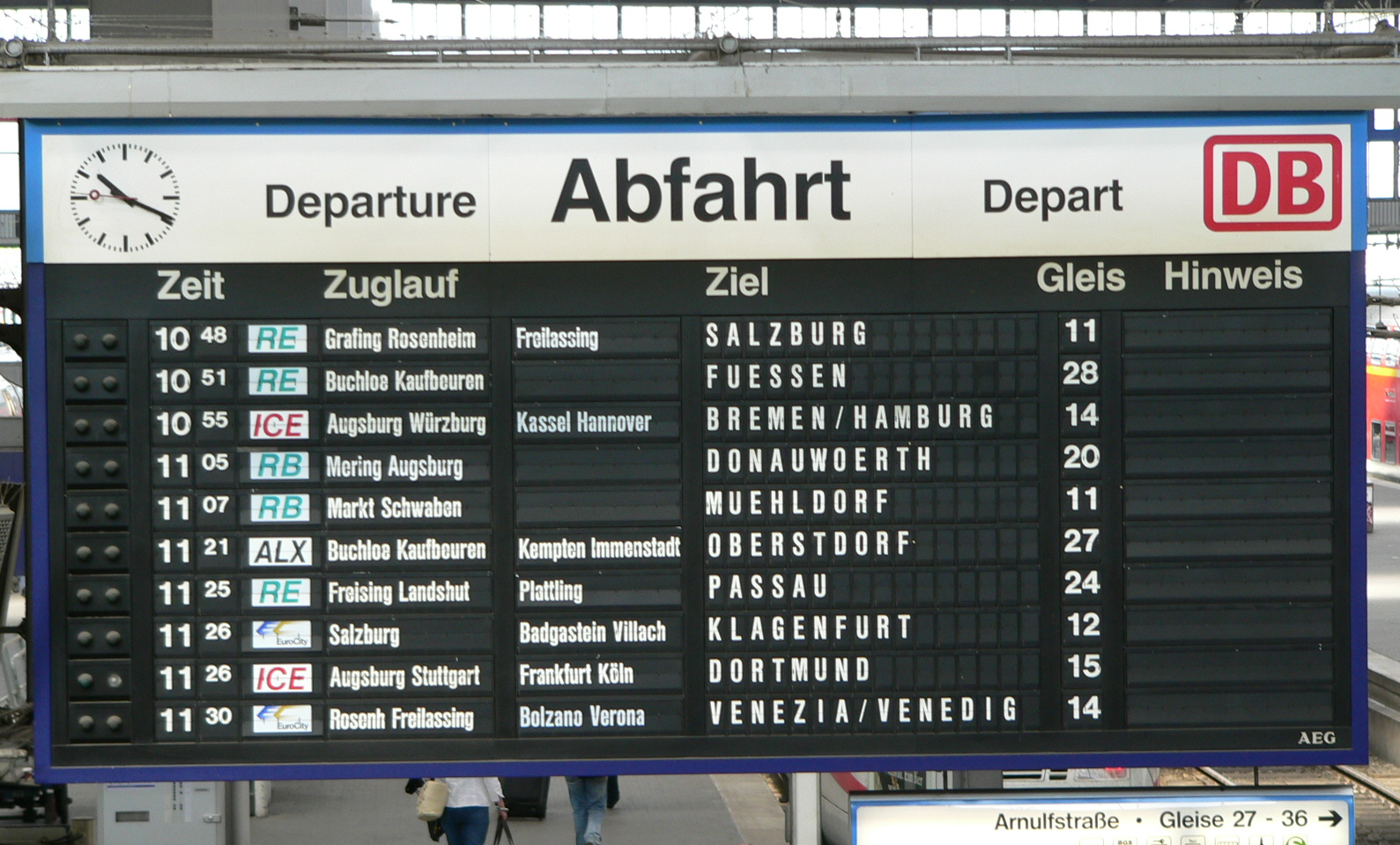
车站的翻页式显示器（2005年）

原有20厘米高和5.4至6米宽的月台被认为是太低和太窄。在3.2米宽的行李月台被废除后，车站建成了一种新的76厘米高、宽达10.2米的客运月台。此外，月台的设施，例如长椅也得到了翻新以及部分月台的长度得以扩展至430米。在12道和13道的地下还有一种行李隧道投入使用。北部和南部的车辆侧线和机械处理设施也得到了扩建。其中南部的侧线还获得了自己的SpDrS 60型信号塔。这些建设工程于1976年8月动工，并至1987年圣诞节完成。
一款新的翻页式显示器于1981年开始在大堂的越式站台中投入使用。同时在除了霍尔茨基兴翼站外的所有个别月台中，也都分别安装了翻页式显示器。这些替代的面板早前曾被固定在缓冲器区域的上方，并有部分至今仍然存在于霍尔茨基兴翼站内，但如今已不再使用。此外，还有37台显示器被安装在室内区域，例如售票厅中。所有显示器均由一台计算机进行控制，后者储存有时刻表变化的全部基本信息。它们均由信号所完成更新。为了配合城际快车的开行，一个洗车厂也于1991年在铁路设施的南部投入营运，并在随后的几年中被进一步扩建为ICE动车基地。自2004年起，整个车站范围内都实现了视屏监控。共有70个摄像头由德国铁路安全部门设于该车站的控制中心进行操控。同时，翻页式显示器已被替换为了更具现代化的液晶显示器，广播系统也完成了现代化更新。

### 新建计划

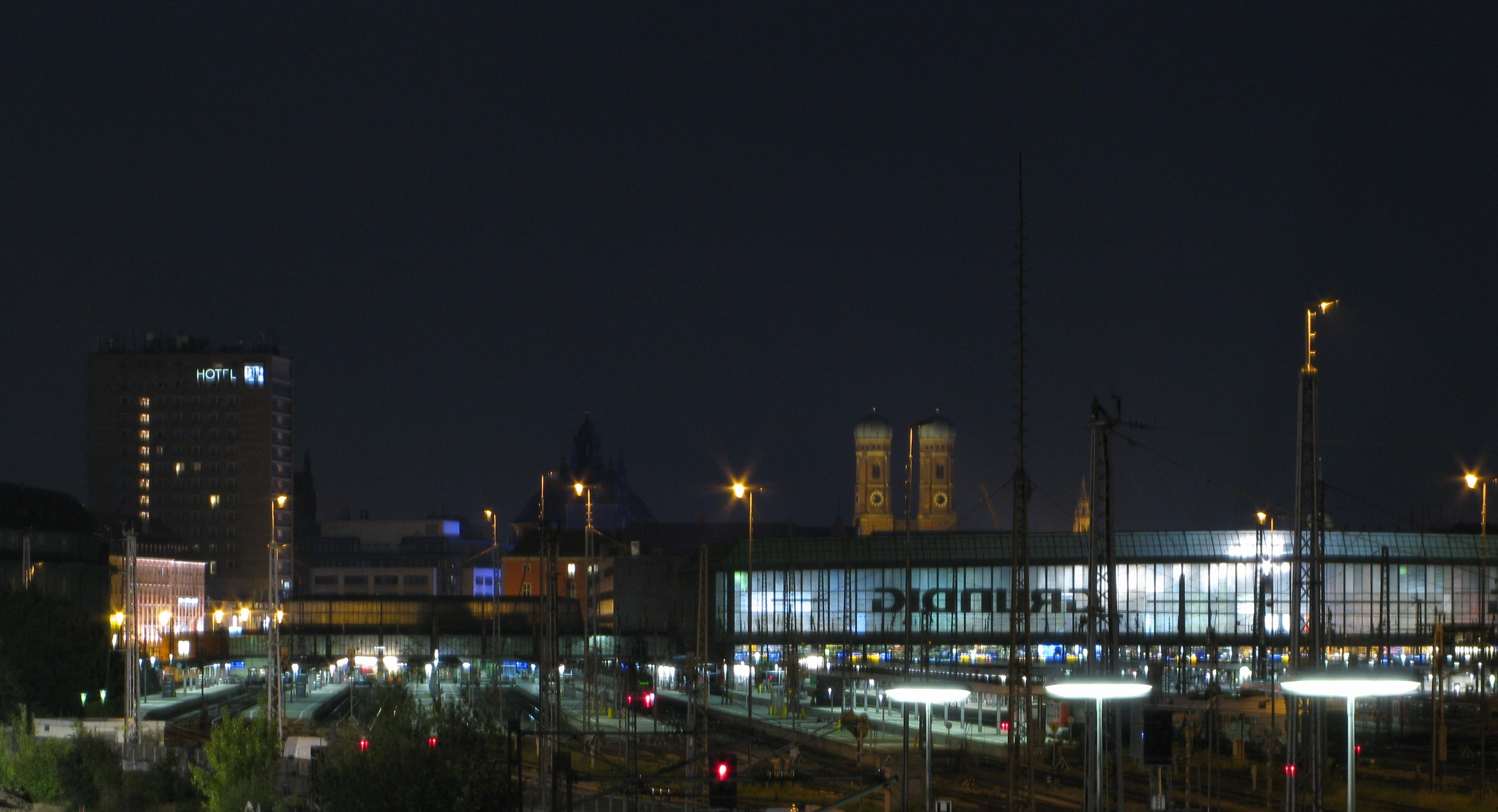
从哈克桥上看到的车站北部区域视图（2008年）

在德国铁路制定的一份名为“慕尼黑21”的计划和慕尼黑市政府在1990年代的设想中，慕尼黑总站将被转换为一个设于地下的通过式车站。但由于缺乏经济可行性和资金不足，该项目被无限期押后直至另行通知。
自2000年底开始，慕尼黑总站开始作为一条通往慕尼黑机场的磁悬浮铁路的终点站进行改建。但由于成本原因，该项目至2008年3月27日被撤销。
在兴建慕尼黑快铁第二主线的规划中，车站大堂的地下将新建一座快铁车站。建设工作最初在2008年至2011年持续进行，但由于路线的东段走向在此后进行了重新调整，进一步的施工被押后进行。当前人们希望它能在2019年竣工。
此外，车站的前端也有计划进行拆除，并将以一个由奥尔-韦伯-联合建筑事务所设计的新售票厅所取代。但该项目如果与上述两个项目同时进行，其资金问题将难以得到保障。2011年5月，德国铁路宣布，将采用一个较为简单的构造而不是在设计比赛中获胜的设计方案，并声称该方案的成本预算更为低廉。慕尼黑市政府及慕尼黑市议会批评替代方案无法符合要求，同时也对成本预算表示质疑，因为新的方案只是在快铁和地铁之间采用空间较小的换乘通道才更为便宜。在替代方案于2011年5月18日提交慕尼黑市议会审议后，德国铁路经理人安德烈·蔡格的答辩被否决。然而在此之后，慕尼黑市长克里斯蒂安·乌德和德国铁路总裁顾儒伯达成一致，双方同意实施奥尔-韦伯-联合建筑事务所的获胜方案。2013年9月中旬，该事务所获得了德国铁路授予的外包合同，负责对新的接待大厅进行整体规划。德国铁路预期该计划在2015年提交审批，以便可与第二主线的工程同时完工。
截至2014年，车站的底层已完成了重新设计。在快铁区域将投资2,400万欧元改造，在地铁区域则为2,000万欧元。此外，防火设施也将在2015年底得到改善。

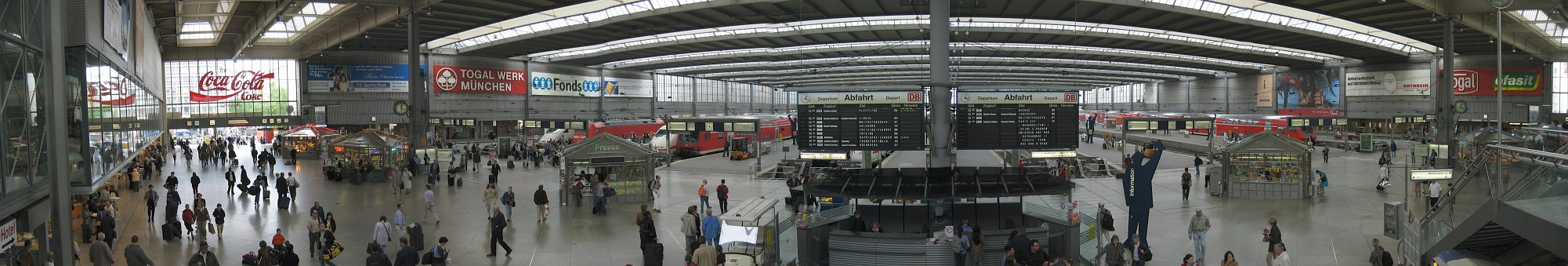
车站中央大厅全景（2004年）

## 结构

### 车站

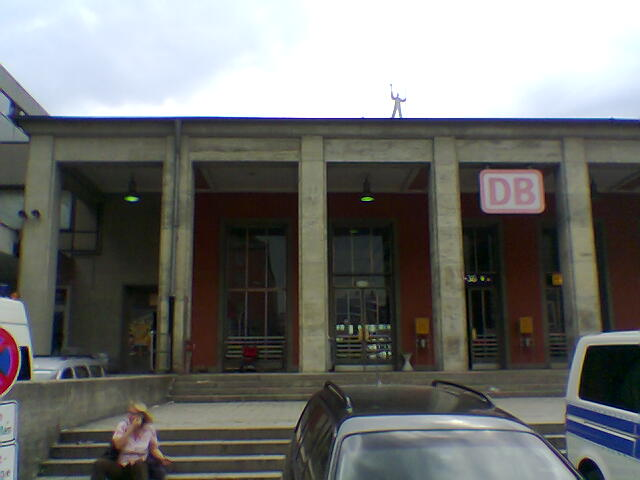
施塔恩贝格翼站的圆柱式大厅

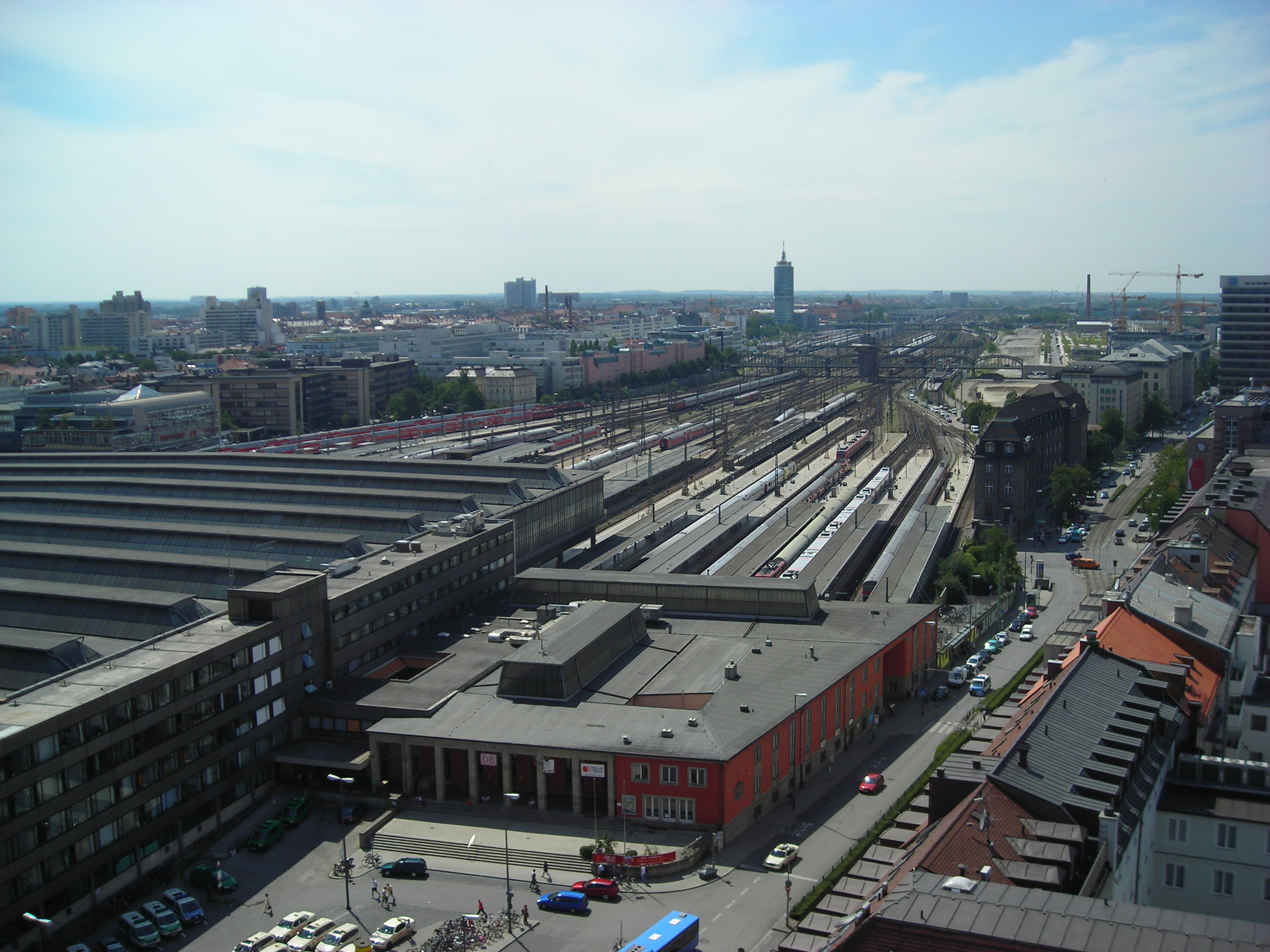
施塔恩贝格翼站

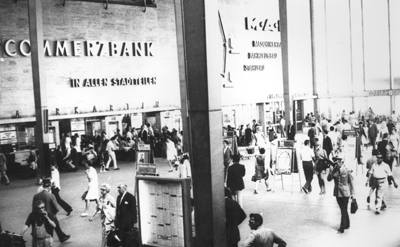
入口大堂（1968年）

慕尼黑中央车站是除林道总站外，在巴伐利亚州唯一的大型尽头式车站。它由拥有32条股道的3个车站分区，以及一个独立运作的快铁车站共同组成：
- 南侧的霍尔茨基兴翼站（现慕尼黑总站5－10道）

目前这里主要处理发往因河畔米尔多夫及萨尔茨堡的区域列车服务。该分区拥有比车站其它部分的高度更低的月台，并且是唯一不设顶棚的区域。其他列车服务，例如城际快车和锐捷列车的车组也会偶尔在此停靠。
- 火车总站（中央大堂及慕尼黑总站11－26道）

中央大堂负责处理所有的长途列车及多数短途列车服务（主要为发往奥格斯堡、因戈尔施塔特和兰茨胡特方向）。
中央大堂的钢结构是由弗里德里希·克虏伯股份公司在1960年设计及安装。
中央大堂设有德国铁路的游客中心、一间供一等车厢乘客及常旅客计划客户使用的德铁贵宾室、一个候车区，以及众多的商店、小吃店等其它服务设施。
- 北侧的施塔恩贝格翼站（现慕尼黑总站27－36道）

这里主要处理发往梅明根、林道、滨湖科赫尔和加米施-帕滕基兴方向的短途列车；以及巴伐利亚高地铁路和alex发往林道及奥伯斯多夫方向的列车。此外，在快铁主线发生故障或施工的情况下，这里也会停靠西行的快铁列车。该翼站的圆柱式大厅目前已经开放，然而除了在月台旁的一间连锁餐厅和大厅本身的一间面包店外，其余所有的柜台和店铺都未营业，这里也不设任何的座椅或自动售票机设施。截至2014年3月，这座大厅的局面仍然不佳，但其外饰及灯光却仍然开放。在2010年夏季，圆柱式大厅从入口至地下层以及两家营业中的门店之间已通过一面新的伸缩墙分隔开。大部分乘客会经由翼站的股道直接前往中央大堂，因此绕开了这座附属建筑。

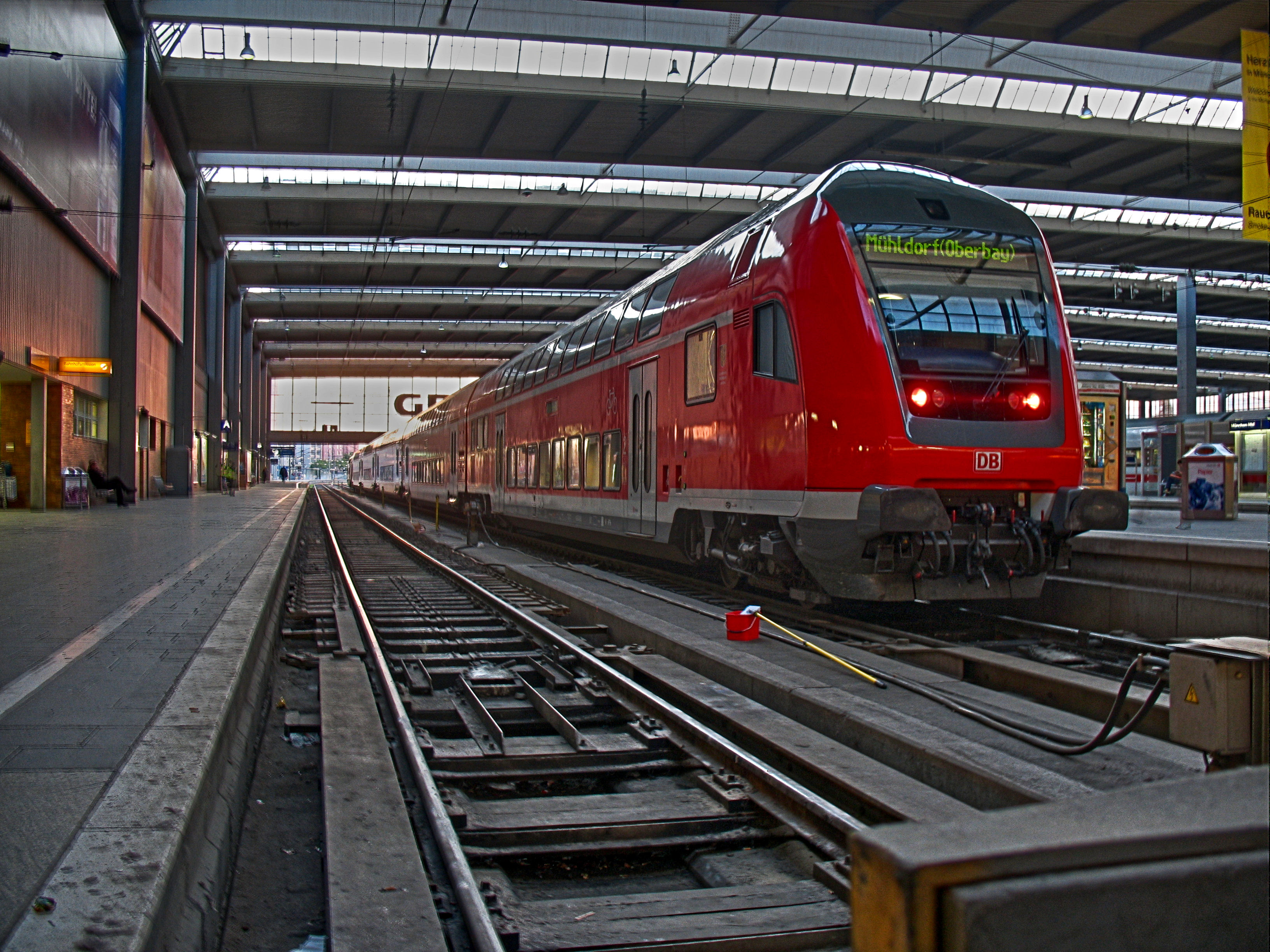
11道及12道，左侧可通往霍尔茨基兴翼站

- 慕尼黑总站（地下）及1－2道

这座慕尼黑快铁车站与卡尔广场站和玛利亚广场一样，均采用西班牙式月臺佈局。为了增加通勤效率，中央的月台仅供乘客下车，两侧的月台供乘客上车，从而使上、下车的客流相分离，并方便换乘。快铁隧道还跨越了地铁U1、U2和U7线设于地下二层的管道。
由于车站的面积范围较大，乘客在个别车站分区之间步行前往可能需要花费较长的时间。德国铁路建议，为了保证顺利实现换乘，在翼站至中央大堂之间需要预留10分钟、在两座翼站之间需要预留15分钟、在快铁车站至施塔恩贝格翼站之间需要预留10分钟以及在快铁车站至霍尔茨基兴翼站之间需要预留15分钟的步行时间。但在没有大件行李和熟悉路线的情况下，这些步行路程实际可以各自节省约5分钟。由于翼站的月台终端位于中央大堂的轨道之前，这意味着总是有乘客必须沿着11道或26道前往翼站。与其它尽头式车站一样，慕尼黑总站也不设可以加快换乘速度的地下通道。

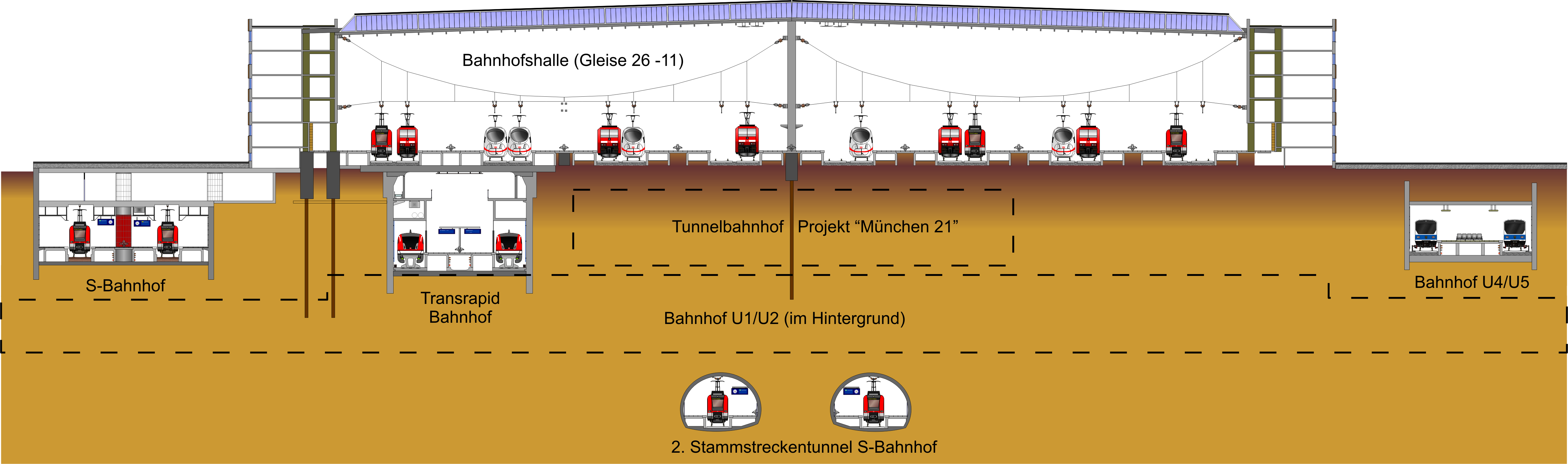
车站的剖面及规划，部分扩建措施已被否决

### 月台

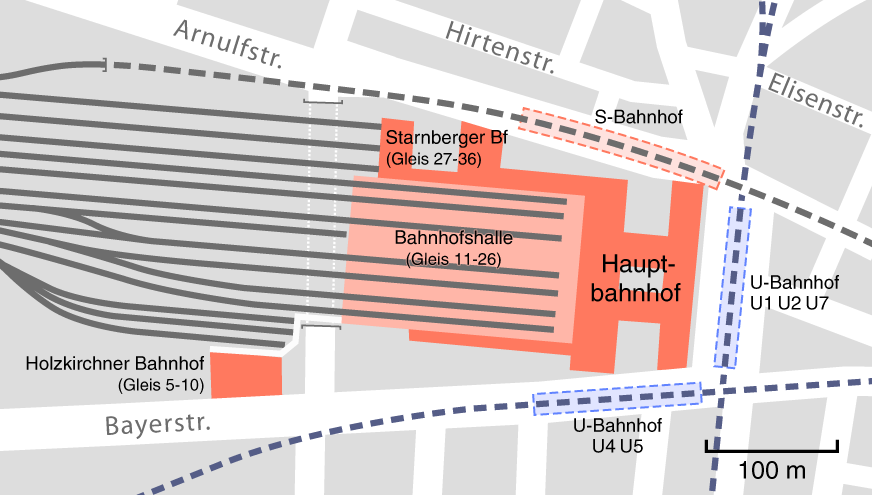
车站平面图

| 股道 | 区域                                | 月台高度 [cm] | 月台长度 [m]           |
| ---- | ----------------------------------- | ------------- | ---------------------- |
| 1    | 慕尼黑总站（地下） “快铁车站”       | 96            | 210                    |
| 2    | 慕尼黑总站（地下） “快铁车站”       | 96            | 210                    |
| 5    | 慕尼黑总站5－10道 “霍尔茨基兴翼站”  | 38            | 282                    |
| 6    | 慕尼黑总站5－10道 “霍尔茨基兴翼站”  | 38            | 282                    |
| 7    | 慕尼黑总站5－10道 “霍尔茨基兴翼站”  | 38            | 224                    |
| 8    | 慕尼黑总站5－10道 “霍尔茨基兴翼站”  | 38            | 224                    |
| 9    | 慕尼黑总站5－10道 “霍尔茨基兴翼站”  | 38            | 339                    |
| 10   | 慕尼黑总站5－10道 “霍尔茨基兴翼站”  | 38            | 339/509 （两侧式月台） |
| 11   | 慕尼黑总站 “中央大堂”               | 38            | 509                    |
| 12   | 慕尼黑总站 “中央大堂”               | 76            | 436                    |
| 13   | 慕尼黑总站 “中央大堂”               | 76            | 436                    |
| 14   | 慕尼黑总站 “中央大堂”               | 76            | 432                    |
| 15   | 慕尼黑总站 “中央大堂”               | 76            | 432                    |
| 16   | 慕尼黑总站 “中央大堂”               | 76            | 346                    |
| 17   | 慕尼黑总站 “中央大堂”               | 76            | 346                    |
| 18   | 慕尼黑总站 “中央大堂”               | 76            | 432                    |
| 19   | 慕尼黑总站 “中央大堂”               | 76            | 432                    |
| 20   | 慕尼黑总站 “中央大堂”               | 76            | 366                    |
| 21   | 慕尼黑总站 “中央大堂”               | 76            | 366                    |
| 22   | 慕尼黑总站 “中央大堂”               | 76            | 520                    |
| 23   | 慕尼黑总站 “中央大堂”               | 76            | 520                    |
| 24   | 慕尼黑总站 “中央大堂”               | 76            | 370                    |
| 25   | 慕尼黑总站 “中央大堂”               | 76            | 370                    |
| 26   | 慕尼黑总站 “中央大堂”               | 76            | 474                    |
| 27   | 慕尼黑总站27－36道 “施塔恩贝格翼站” | 76            | 360/474 （两侧式月台） |
| 28   | 慕尼黑总站27－36道 “施塔恩贝格翼站” | 76            | 360                    |
| 29   | 慕尼黑总站27－36道 “施塔恩贝格翼站” | 76            | 290                    |
| 30   | 慕尼黑总站27－36道 “施塔恩贝格翼站” | 76            | 290                    |
| 31   | 慕尼黑总站27－36道 “施塔恩贝格翼站” | 76            | 303                    |
| 32   | 慕尼黑总站27－36道 “施塔恩贝格翼站” | 76            | 303                    |
| 33   | 慕尼黑总站27－36道 “施塔恩贝格翼站” | 76            | 251                    |
| 34   | 慕尼黑总站27－36道 “施塔恩贝格翼站” | 76            | 251                    |
| 35   | 慕尼黑总站27－36道 “施塔恩贝格翼站” | 76            | 224                    |
| 36   | 慕尼黑总站27－36道 “施塔恩贝格翼站” | 76            | 224                    |

## 营运

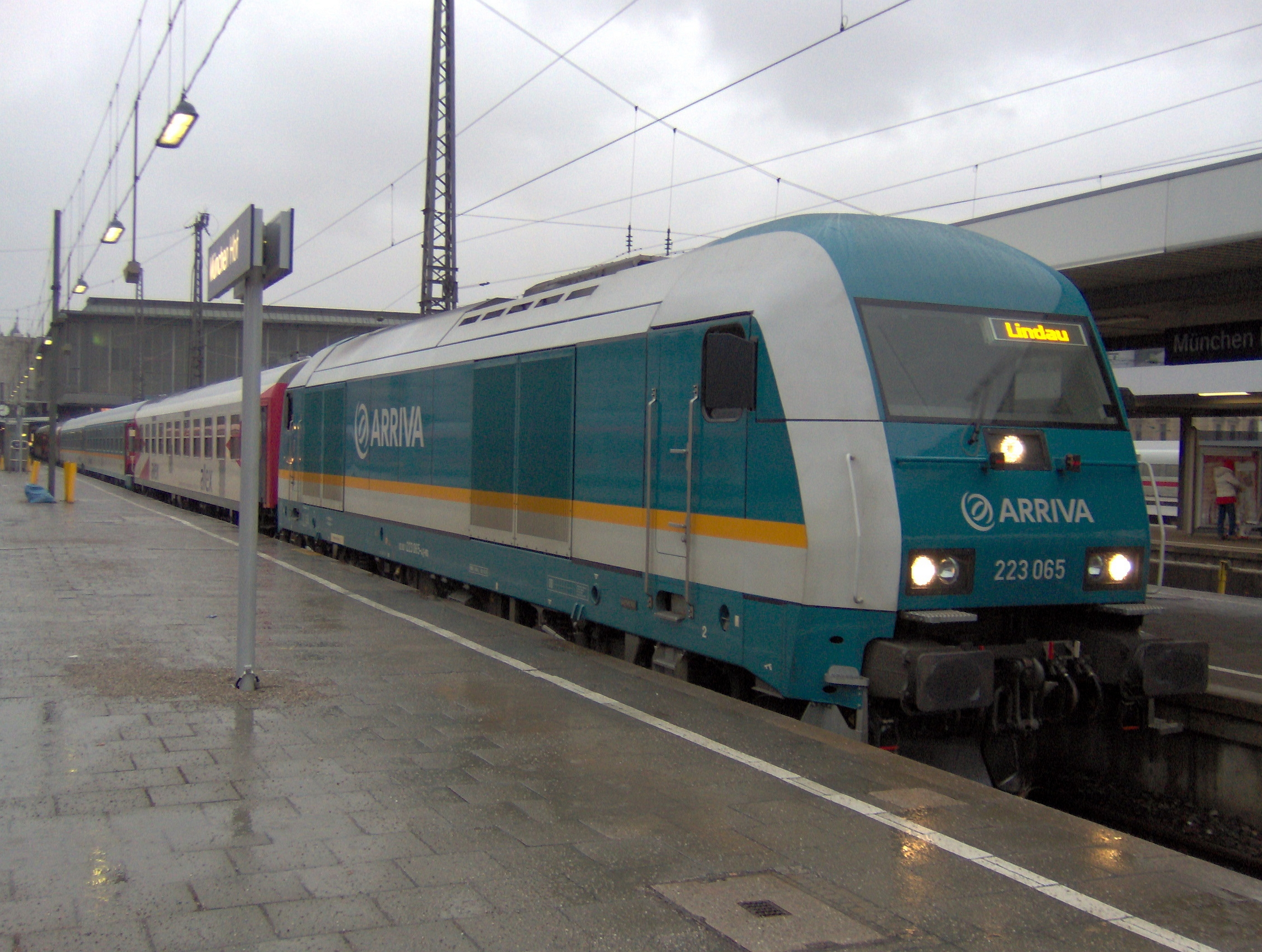
前往[林道]]的alex列车于慕尼黑总站

的alex列车于慕尼黑总站]]

### 营运状况
作为尽头式车站，慕尼黑总站主要处理较为灵活机动的动力集中列车到发。但也有部分路线使用不含控制车头的车组，例如前往苏黎世的欧城列车或alex列车，它们均需要在车站大堂进行机车换挂。
由柴油机车牵引的列车一般使用无顶棚的翼站到发，以尽量减少对中央大堂的空气污染。唯一的例外是一些前往米尔多夫的区域列车、个别经由慕尼黑快铁A线延长至阿尔托明斯特始发和终到的列车、由两台218型柴油机车重联牵引通往苏黎世的欧城列车、以及国际性的长途列车都始终在车站的中央大堂到发。
根据德国铁路的报告，截至2013年，每日共有258班长途列车、597班短途列车和1,018班快铁列车使用慕尼黑总站到发。

### 铁路线及行车大纲路线

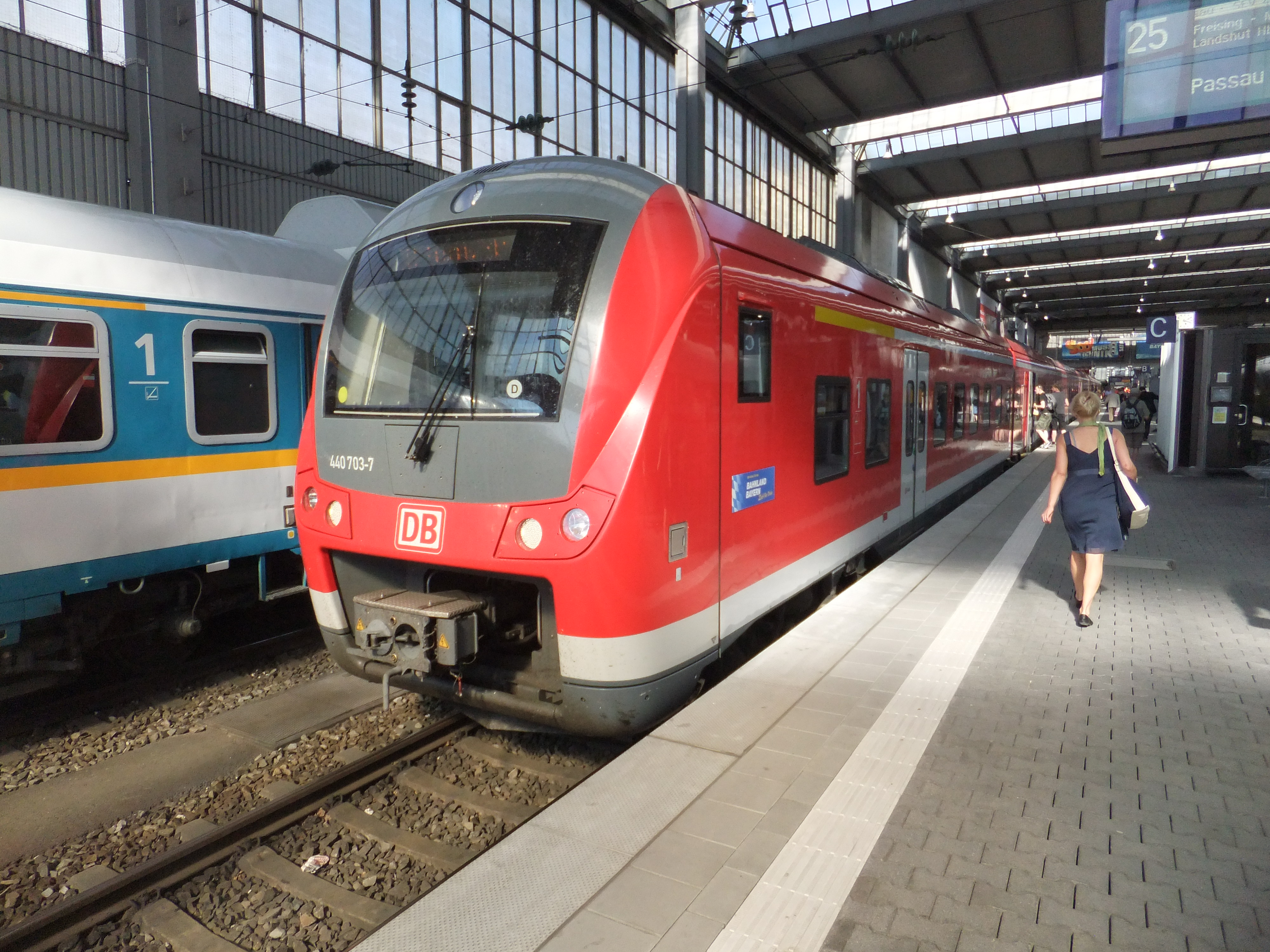
担当“多瑙-伊萨尔快车”的一列动车组正开往帕绍

共有5条铁路线是以慕尼黑总站作为起点。它们分别为慕尼黑－奥格斯堡铁路、慕尼黑－罗森海姆铁路、慕尼黑－因戈尔施塔特铁路、慕尼黑－雷根斯堡铁路和慕尼黑－加米施-帕滕基兴铁路。
走向经由帕兴的铁路线在慕尼黑总站和慕尼黑-帕兴站之间的8公里路段是共线运行，并在后者设有大量的立体交汇点。由慕尼黑总站出发的大部分长途列车会在这里转往各自的路线运行。通过慕尼黑南环铁路则可将慕尼黑总站与慕尼黑东站相连，并在那里也伸展出更多的铁路线。
在德国铁路的行车大纲路线中，共有以下编号的铁路线在慕尼黑总站相互交会：
- ：慕尼黑 － 因戈尔施塔特 － 纽伦堡（区域运输）
- ：慕尼黑 － 因戈尔施塔特/奥格斯堡 － 纽伦堡 － 维尔茨堡（包括直通汉诺威、汉堡、莱比锡和柏林的长途运输）
- ：慕尼黑 － 兰茨胡特 － 雷根斯堡（含直通霍夫及布拉格）
- ：慕尼黑 － 兰茨胡特 － 普拉特林格 － 帕绍
- ：慕尼黑 － 马克特施瓦本 － 米尔多夫
- ：慕尼黑 － 罗森海姆 － 库夫施泰因（包括直通因斯布鲁克及维也纳）
- ：慕尼黑 － 罗森海姆 － 萨尔茨堡（包括直通维也纳及布达佩斯）
- ：慕尼黑 － 霍尔茨基兴 － 拜里施策尔/伦格里斯/泰根塞
- ：慕尼黑 － 加米施-帕滕基兴 － 因斯布鲁克
- ：慕尼黑 － 图青 － 科黑尔
- ：慕尼黑 － 布赫洛厄 － 肯普滕 － 林道
- ：慕尼黑 － 奥格斯堡 － 乌尔姆（区域运输）
- ：慕尼黑 － 奥格斯堡 － 乌尔姆 － 斯图加特（包括直通斯图加特、卡尔斯鲁厄、曼海姆、法兰克福、科隆、斯特拉斯堡和巴黎以及汉堡、莱比锡和柏林的长途运输）
- ：慕尼黑快铁

### 长途运输

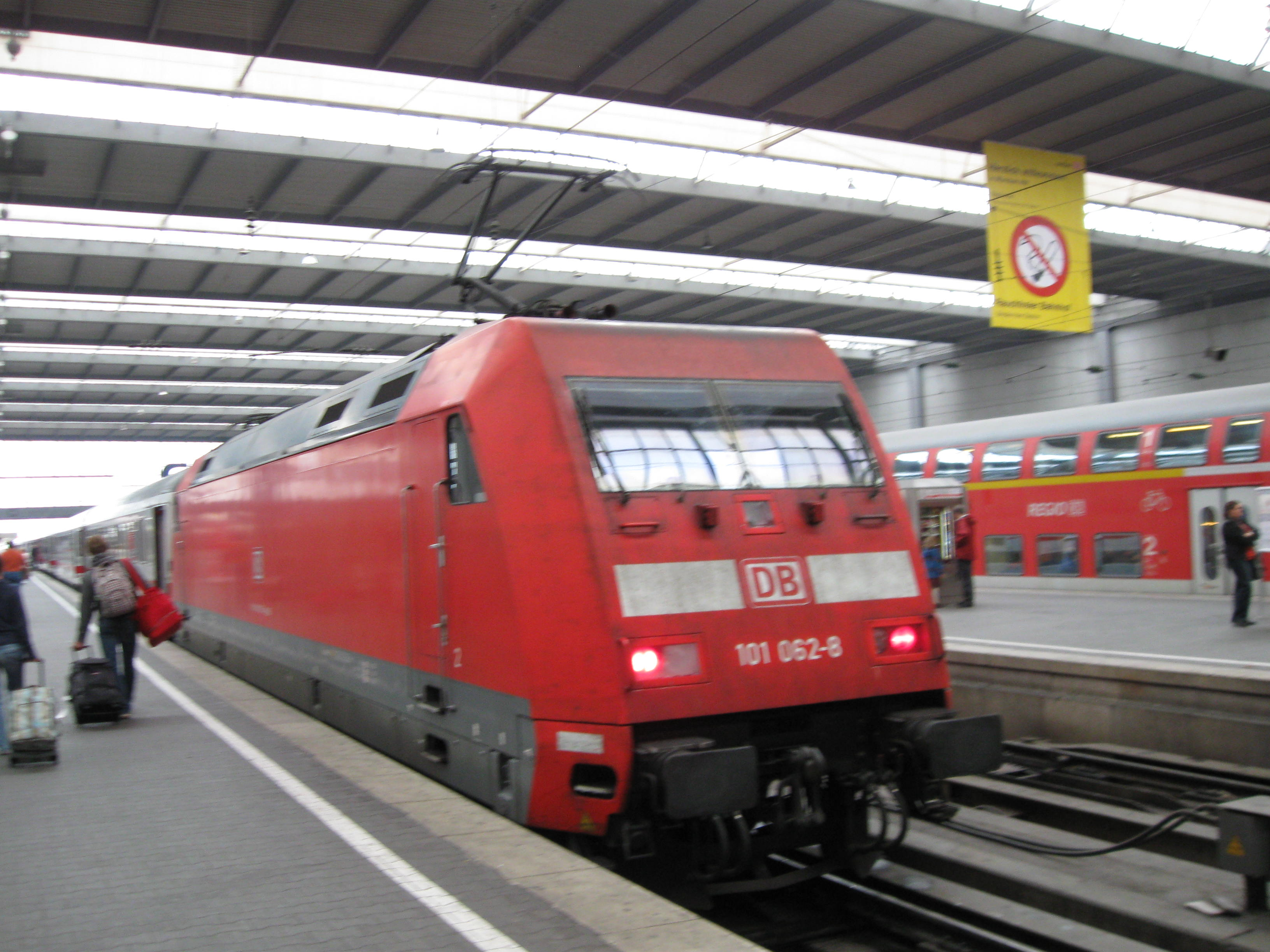
一列城际列车于慕尼黑总站

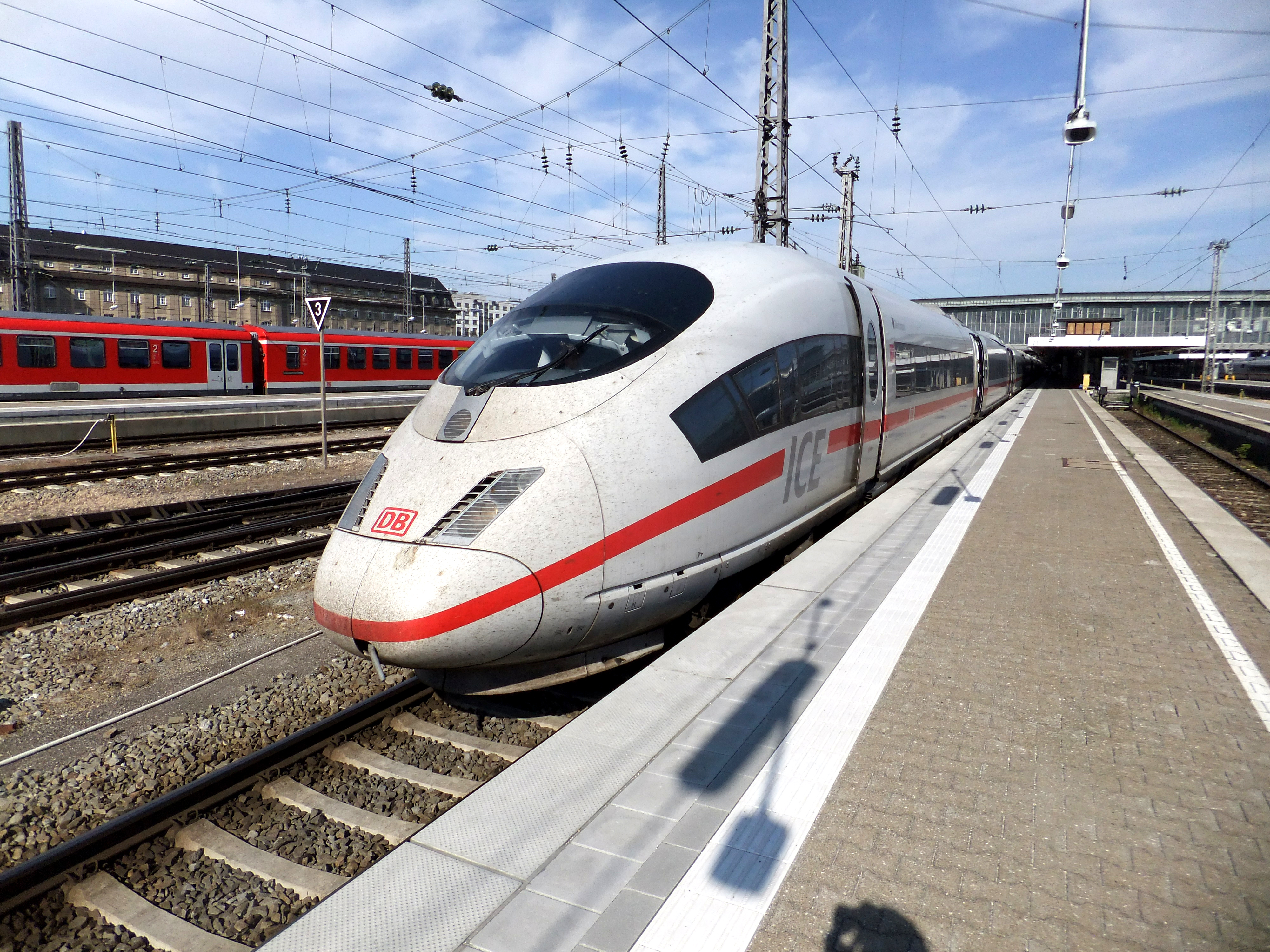
ICE-3列车于慕尼黑总站

在连接慕尼黑至乌尔姆的巴伐利亚马克西米利安铁路于1854年建成后，慕尼黑总站便得以开办前往巴登-符腾堡的列车服务。数年后，当马克西米利安铁路在慕尼黑至萨尔茨堡或库夫施泰因之间的缺口于1858年被连上，则主要开行了由巴黎前往维也纳的国际列车。自1883年起，由由巴黎前往君士坦丁堡（伊斯坦布尔）的东方快车也宣告开行。经由库夫施泰因通往意大利方向的南北快车（Nord-Süd-Express）是自1897年开行，它连接了柏林至维罗纳。在随后的几年中，其它的国际性旅游列车也相继开行，例如陶恩快车便是通往东南欧或意大利方向。长途运输在20世纪60年代达到顶峰，此后由于私车运输和航空运输的发展，几乎所有的国际长途列车服务至2012年都已停办。
1957年10月15日，慕尼黑总站开行了首班全欧快车——米迪奥拉姆号，它由慕尼黑前往米兰。另一班全欧快车莱茵之箭号随后在1965年5月30日开行，但很快又于1971年停运。全欧快车巴伐利亚号则是自1969年9月28日起在慕尼黑总站至苏黎世间开行，后于1977年停办。此后还有四对全欧快车班次在结束它们营运后，大多被转化为城际列车或欧城列车继续重开。
截至2019年，共有下列路线的长途运输服务在慕尼黑总站到发：
| 路线   | 经由 | 经由 | 经由 | 经由 | 频率         |
| ------ | --- | --- | --- | --- | ------------ |
| ICE 11 | （汉堡-阿尔托纳 －） 柏林 － 莱比锡 － 埃尔福特 － 富尔达 － 法兰克福 － 曼海姆 － 斯图加特 － 乌尔姆 － 奥格斯堡 － 慕尼黑                                              | （汉堡-阿尔托纳 －） 柏林 － 莱比锡 － 埃尔福特 － 富尔达 － 法兰克福 － 曼海姆 － 斯图加特 － 乌尔姆 － 奥格斯堡 － 慕尼黑                                              | （汉堡-阿尔托纳 －） 柏林 － 莱比锡 － 埃尔福特 － 富尔达 － 法兰克福 － 曼海姆 － 斯图加特 － 乌尔姆 － 奥格斯堡 － 慕尼黑                                              | （汉堡-阿尔托纳 －） 柏林 － 莱比锡 － 埃尔福特 － 富尔达 － 法兰克福 － 曼海姆 － 斯图加特 － 乌尔姆 － 奥格斯堡 － 慕尼黑                                              | 两小时1班    |
| ICE 11 | 慕尼黑 － 奥格斯堡 － 乌尔姆 － 斯图加特 － 曼海姆 － 法兰克福机场 － 法兰克福 （－ 富尔达 － 哥廷根 － 汉诺威 － 汉堡）                                                 | 慕尼黑 － 奥格斯堡 － 乌尔姆 － 斯图加特 － 曼海姆 － 法兰克福机场 － 法兰克福 （－ 富尔达 － 哥廷根 － 汉诺威 － 汉堡）                                                 | 慕尼黑 － 奥格斯堡 － 乌尔姆 － 斯图加特 － 曼海姆 － 法兰克福机场 － 法兰克福 （－ 富尔达 － 哥廷根 － 汉诺威 － 汉堡）                                                 | 慕尼黑 － 奥格斯堡 － 乌尔姆 － 斯图加特 － 曼海姆 － 法兰克福机场 － 法兰克福 （－ 富尔达 － 哥廷根 － 汉诺威 － 汉堡）                                                 | 单向个别班次 |
| ICE 11 | 威斯巴登 － 美因茨 － 沃尔姆斯 － 曼海姆 － 斯图加特 － 乌尔姆 － 奥格斯堡 － 慕尼黑                                                                                     | | | | 单向个别班次 |
| ICE 18 | 汉堡 － 柏林 － 哈勒 － 埃尔福特 － 纽伦堡 － 因戈尔施塔特 / 奥格斯堡 － 慕尼黑                                                                                          | 汉堡 － 柏林 － 哈勒 － 埃尔福特 － 纽伦堡 － 因戈尔施塔特 / 奥格斯堡 － 慕尼黑                                                                                          | 汉堡 － 柏林 － 哈勒 － 埃尔福特 － 纽伦堡 － 因戈尔施塔特 / 奥格斯堡 － 慕尼黑                                                                                          | 汉堡 － 柏林 － 哈勒 － 埃尔福特 － 纽伦堡 － 因戈尔施塔特 / 奥格斯堡 － 慕尼黑                                                                                          | 两小时1班    |
| ICE 25 | （吕贝克 －） 汉堡 － | 汉诺威 － 哥廷根 － 卡塞尔-威廉丘 － 富尔达 － 维尔茨堡 － 纽伦堡 － 因戈尔施塔特 － 慕尼黑                                                                              | 汉诺威 － 哥廷根 － 卡塞尔-威廉丘 － 富尔达 － 维尔茨堡 － 纽伦堡 － 因戈尔施塔特 － 慕尼黑                                                                              | 汉诺威 － 哥廷根 － 卡塞尔-威廉丘 － 富尔达 － 维尔茨堡 － 纽伦堡 － 因戈尔施塔特 － 慕尼黑                                                                              | 每小时1班    |
| ICE 25 | 奥尔登堡 － 不来梅 － | 汉诺威 － 哥廷根 － 卡塞尔-威廉丘 － 富尔达 － 维尔茨堡 － 纽伦堡 － 因戈尔施塔特 － 慕尼黑                                                                              | 汉诺威 － 哥廷根 － 卡塞尔-威廉丘 － 富尔达 － 维尔茨堡 － 纽伦堡 － 因戈尔施塔特 － 慕尼黑                                                                              | 汉诺威 － 哥廷根 － 卡塞尔-威廉丘 － 富尔达 － 维尔茨堡 － 纽伦堡 － 因戈尔施塔特 － 慕尼黑                                                                              | 每小时1班    |
| ICE 24 | （宾茨 － 罗斯托克 － 什未林 －） 汉堡 － 汉诺威 － 哥廷根 － 卡塞尔-威廉丘 － 富尔达 － 维尔茨堡 － 奥格斯堡 － 慕尼黑 － 罗森海姆 － 因斯布鲁克 / 施瓦察赫-圣法伊特    | （宾茨 － 罗斯托克 － 什未林 －） 汉堡 － 汉诺威 － 哥廷根 － 卡塞尔-威廉丘 － 富尔达 － 维尔茨堡 － 奥格斯堡 － 慕尼黑 － 罗森海姆 － 因斯布鲁克 / 施瓦察赫-圣法伊特    | （宾茨 － 罗斯托克 － 什未林 －） 汉堡 － 汉诺威 － 哥廷根 － 卡塞尔-威廉丘 － 富尔达 － 维尔茨堡 － 奥格斯堡 － 慕尼黑 － 罗森海姆 － 因斯布鲁克 / 施瓦察赫-圣法伊特    | （宾茨 － 罗斯托克 － 什未林 －） 汉堡 － 汉诺威 － 哥廷根 － 卡塞尔-威廉丘 － 富尔达 － 维尔茨堡 － 奥格斯堡 － 慕尼黑 － 罗森海姆 － 因斯布鲁克 / 施瓦察赫-圣法伊特    | 个别班次     |
| ICE 28 | 施特拉尔松德 / 汉堡 － 柏林 － 莱比锡 － 埃尔福特 － 纽伦堡 － 因戈尔施塔特 / 奥格斯堡 － 慕尼黑                                                                         | 施特拉尔松德 / 汉堡 － 柏林 － 莱比锡 － 埃尔福特 － 纽伦堡 － 因戈尔施塔特 / 奥格斯堡 － 慕尼黑                                                                         | 施特拉尔松德 / 汉堡 － 柏林 － 莱比锡 － 埃尔福特 － 纽伦堡 － 因戈尔施塔特 / 奥格斯堡 － 慕尼黑                                                                         | 施特拉尔松德 / 汉堡 － 柏林 － 莱比锡 － 埃尔福特 － 纽伦堡 － 因戈尔施塔特 / 奥格斯堡 － 慕尼黑                                                                         | 两小时1班    |
| ICE 29 | （瓦尔内明德 － 罗斯托克 －） 柏林 － 哈勒 － 埃尔福特 － 纽伦堡 － 因戈尔施塔特 － 慕尼黑                                                                               | （瓦尔内明德 － 罗斯托克 －） 柏林 － 哈勒 － 埃尔福特 － 纽伦堡 － 因戈尔施塔特 － 慕尼黑                                                                               | （瓦尔内明德 － 罗斯托克 －） 柏林 － 哈勒 － 埃尔福特 － 纽伦堡 － 因戈尔施塔特 － 慕尼黑                                                                               | （瓦尔内明德 － 罗斯托克 －） 柏林 － 哈勒 － 埃尔福特 － 纽伦堡 － 因戈尔施塔特 － 慕尼黑                                                                               | 两小时1班    |
| ICE 31 | （基尔 － 汉堡 － 不来梅 －） 多特蒙德 － 伍珀塔尔 － 科隆 － 波恩 － 美因茨 － 法兰克福 － 维尔茨堡 － 纽伦堡 － 慕尼黑 （－ 加米施-帕滕基兴 － 因斯布鲁克）            | （基尔 － 汉堡 － 不来梅 －） 多特蒙德 － 伍珀塔尔 － 科隆 － 波恩 － 美因茨 － 法兰克福 － 维尔茨堡 － 纽伦堡 － 慕尼黑 （－ 加米施-帕滕基兴 － 因斯布鲁克）            | （基尔 － 汉堡 － 不来梅 －） 多特蒙德 － 伍珀塔尔 － 科隆 － 波恩 － 美因茨 － 法兰克福 － 维尔茨堡 － 纽伦堡 － 慕尼黑 （－ 加米施-帕滕基兴 － 因斯布鲁克）            | （基尔 － 汉堡 － 不来梅 －） 多特蒙德 － 伍珀塔尔 － 科隆 － 波恩 － 美因茨 － 法兰克福 － 维尔茨堡 － 纽伦堡 － 慕尼黑 （－ 加米施-帕滕基兴 － 因斯布鲁克）            | 个别班次     |
| ICE 41 | （多特蒙德 － 波鸿 －） 埃森 － 杜伊斯堡 － 杜塞尔多夫 － 科隆展会/道依茨 － 法兰克福 － 维尔茨堡 － 纽伦堡 － 慕尼黑 （－ 加米施-帕滕基兴）                             | （多特蒙德 － 波鸿 －） 埃森 － 杜伊斯堡 － 杜塞尔多夫 － 科隆展会/道依茨 － 法兰克福 － 维尔茨堡 － 纽伦堡 － 慕尼黑 （－ 加米施-帕滕基兴）                             | （多特蒙德 － 波鸿 －） 埃森 － 杜伊斯堡 － 杜塞尔多夫 － 科隆展会/道依茨 － 法兰克福 － 维尔茨堡 － 纽伦堡 － 慕尼黑 （－ 加米施-帕滕基兴）                             | （多特蒙德 － 波鸿 －） 埃森 － 杜伊斯堡 － 杜塞尔多夫 － 科隆展会/道依茨 － 法兰克福 － 维尔茨堡 － 纽伦堡 － 慕尼黑 （－ 加米施-帕滕基兴）                             | 每小时1班    |
| ICE 42 | （汉堡 － 不来梅 －） 多特蒙德 － 波鸿 － 埃森 － 杜伊斯堡 － 杜塞尔多夫 － 科隆 － 法兰克福机场 － 曼海姆 － 斯图加特 － 乌尔姆 － 奥格斯堡 － 慕尼黑                   | （汉堡 － 不来梅 －） 多特蒙德 － 波鸿 － 埃森 － 杜伊斯堡 － 杜塞尔多夫 － 科隆 － 法兰克福机场 － 曼海姆 － 斯图加特 － 乌尔姆 － 奥格斯堡 － 慕尼黑                   | （汉堡 － 不来梅 －） 多特蒙德 － 波鸿 － 埃森 － 杜伊斯堡 － 杜塞尔多夫 － 科隆 － 法兰克福机场 － 曼海姆 － 斯图加特 － 乌尔姆 － 奥格斯堡 － 慕尼黑                   | （汉堡 － 不来梅 －） 多特蒙德 － 波鸿 － 埃森 － 杜伊斯堡 － 杜塞尔多夫 － 科隆 － 法兰克福机场 － 曼海姆 － 斯图加特 － 乌尔姆 － 奥格斯堡 － 慕尼黑                   | 两小时1班    |
| RJ 62  | 慕尼黑 － 罗森海姆 － 萨尔茨堡 － 菲拉赫 － 克拉根福 | 慕尼黑 － 罗森海姆 － 萨尔茨堡 － 菲拉赫 － 克拉根福 | 慕尼黑 － 罗森海姆 － 萨尔茨堡 － 菲拉赫 － 克拉根福 | 慕尼黑 － 罗森海姆 － 萨尔茨堡 － 菲拉赫 － 克拉根福 | 一对班次     |
| TGV 83 | 慕尼黑 － 奥格斯堡 － 乌尔姆 － 斯图加特 － 卡尔斯鲁厄 － 斯特拉斯堡 － 巴黎                                                                                             | 慕尼黑 － 奥格斯堡 － 乌尔姆 － 斯图加特 － 卡尔斯鲁厄 － 斯特拉斯堡 － 巴黎                                                                                             | 慕尼黑 － 奥格斯堡 － 乌尔姆 － 斯图加特 － 卡尔斯鲁厄 － 斯特拉斯堡 － 巴黎                                                                                             | 慕尼黑 － 奥格斯堡 － 乌尔姆 － 斯图加特 － 卡尔斯鲁厄 － 斯特拉斯堡 － 巴黎                                                                                             | 一对班次     |
| RJ 89  | 慕尼黑 － 罗森海姆 － 沃格尔 － 因斯布鲁克 － 费尔德基希 | 慕尼黑 － 罗森海姆 － 沃格尔 － 因斯布鲁克 － 费尔德基希 | 慕尼黑 － 罗森海姆 － 沃格尔 － 因斯布鲁克 － 费尔德基希 | 慕尼黑 － 罗森海姆 － 沃格尔 － 因斯布鲁克 － 费尔德基希 | 一对班次     |
| RJ 90  | （法兰克福 － 曼海姆 － 斯图加特 － 乌尔姆 － 奥格斯堡 －） 慕尼黑 － 罗森海姆 － 萨尔茨堡 － 林茨 － 圣帕尔滕 － 维也纳 － 海吉什豪洛姆 － 杰尔 － 布达佩斯             | （法兰克福 － 曼海姆 － 斯图加特 － 乌尔姆 － 奥格斯堡 －） 慕尼黑 － 罗森海姆 － 萨尔茨堡 － 林茨 － 圣帕尔滕 － 维也纳 － 海吉什豪洛姆 － 杰尔 － 布达佩斯             | （法兰克福 － 曼海姆 － 斯图加特 － 乌尔姆 － 奥格斯堡 －） 慕尼黑 － 罗森海姆 － 萨尔茨堡 － 林茨 － 圣帕尔滕 － 维也纳 － 海吉什豪洛姆 － 杰尔 － 布达佩斯             | （法兰克福 － 曼海姆 － 斯图加特 － 乌尔姆 － 奥格斯堡 －） 慕尼黑 － 罗森海姆 － 萨尔茨堡 － 林茨 － 圣帕尔滕 － 维也纳 － 海吉什豪洛姆 － 杰尔 － 布达佩斯             | 两小时1班    |
| IC 26  | （弗伦斯堡 －） 汉堡 － 汉诺威 － 哥廷根 － 卡塞尔-威廉丘 － 富尔达 － 维尔茨堡 － 奥格斯堡 － 慕尼黑 － 罗森海姆 － 贝希特斯加登                                        | （弗伦斯堡 －） 汉堡 － 汉诺威 － 哥廷根 － 卡塞尔-威廉丘 － 富尔达 － 维尔茨堡 － 奥格斯堡 － 慕尼黑 － 罗森海姆 － 贝希特斯加登                                        | （弗伦斯堡 －） 汉堡 － 汉诺威 － 哥廷根 － 卡塞尔-威廉丘 － 富尔达 － 维尔茨堡 － 奥格斯堡 － 慕尼黑 － 罗森海姆 － 贝希特斯加登                                        | （弗伦斯堡 －） 汉堡 － 汉诺威 － 哥廷根 － 卡塞尔-威廉丘 － 富尔达 － 维尔茨堡 － 奥格斯堡 － 慕尼黑 － 罗森海姆 － 贝希特斯加登                                        | 一对班次     |
| IC 28  | 柏林 － 莱比锡 － 耶拿 － 班贝格 － 纽伦堡 － 奥格斯堡 － 慕尼黑 | 柏林 － 莱比锡 － 耶拿 － 班贝格 － 纽伦堡 － 奥格斯堡 － 慕尼黑 | 柏林 － 莱比锡 － 耶拿 － 班贝格 － 纽伦堡 － 奥格斯堡 － 慕尼黑 | 柏林 － 莱比锡 － 耶拿 － 班贝格 － 纽伦堡 － 奥格斯堡 － 慕尼黑 | 个别班次     |
| EC 32  | 多特蒙德 － 埃森 － 杜伊斯堡 － 杜塞尔多夫 － 科隆 － 波恩 － 美因茨 － 曼海姆 － 斯图加特 － 乌尔姆 － 奥格斯堡 － 慕尼黑 － 罗森海姆 － 萨尔茨堡 － 菲拉赫 － 克拉根福 | 多特蒙德 － 埃森 － 杜伊斯堡 － 杜塞尔多夫 － 科隆 － 波恩 － 美因茨 － 曼海姆 － 斯图加特 － 乌尔姆 － 奥格斯堡 － 慕尼黑 － 罗森海姆 － 萨尔茨堡 － 菲拉赫 － 克拉根福 | 多特蒙德 － 埃森 － 杜伊斯堡 － 杜塞尔多夫 － 科隆 － 波恩 － 美因茨 － 曼海姆 － 斯图加特 － 乌尔姆 － 奥格斯堡 － 慕尼黑 － 罗森海姆 － 萨尔茨堡 － 菲拉赫 － 克拉根福 | 多特蒙德 － 埃森 － 杜伊斯堡 － 杜塞尔多夫 － 科隆 － 波恩 － 美因茨 － 曼海姆 － 斯图加特 － 乌尔姆 － 奥格斯堡 － 慕尼黑 － 罗森海姆 － 萨尔茨堡 － 菲拉赫 － 克拉根福 | 一对班次     |
| ICE 60 | 卡尔斯鲁厄 － 布鲁赫萨尔 － 斯图加特 － 乌尔姆 － 奥格斯堡 － 慕尼黑 （－ 罗森海姆 － 萨尔茨堡）                                                                         | 卡尔斯鲁厄 － 布鲁赫萨尔 － 斯图加特 － 乌尔姆 － 奥格斯堡 － 慕尼黑 （－ 罗森海姆 － 萨尔茨堡）                                                                         | 卡尔斯鲁厄 － 布鲁赫萨尔 － 斯图加特 － 乌尔姆 － 奥格斯堡 － 慕尼黑 （－ 罗森海姆 － 萨尔茨堡）                                                                         | 卡尔斯鲁厄 － 布鲁赫萨尔 － 斯图加特 － 乌尔姆 － 奥格斯堡 － 慕尼黑 （－ 罗森海姆 － 萨尔茨堡）                                                                         | 两小时1班    |
| EC 62  | 法兰克福 － 达姆施塔特 － 海德堡 － | 斯图加特 － 乌尔姆 － 奥格斯堡 － 慕尼黑 － 罗森海姆 － 萨尔茨堡 － | 斯图加特 － 乌尔姆 － 奥格斯堡 － 慕尼黑 － 罗森海姆 － 萨尔茨堡 － | 菲拉赫 － 克拉根福 | 两对班次     |
| EC 62  | 萨尔布吕肯 － 凯泽斯劳滕 － 曼海姆 － | 斯图加特 － 乌尔姆 － 奥格斯堡 － 慕尼黑 － 罗森海姆 － 萨尔茨堡 － | 斯图加特 － 乌尔姆 － 奥格斯堡 － 慕尼黑 － 罗森海姆 － 萨尔茨堡 － | 格拉茨 | 一对班次     |
| EC 88  | 慕尼黑 － 布赫洛厄 － 林道 － 布雷根茨 － 圣加伦 － 温特图尔 － 苏黎世                                                                                                   | 慕尼黑 － 布赫洛厄 － 林道 － 布雷根茨 － 圣加伦 － 温特图尔 － 苏黎世                                                                                                   | 慕尼黑 － 布赫洛厄 － 林道 － 布雷根茨 － 圣加伦 － 温特图尔 － 苏黎世                                                                                                   | 慕尼黑 － 布赫洛厄 － 林道 － 布雷根茨 － 圣加伦 － 温特图尔 － 苏黎世                                                                                                   | 四对班次     |
| EC 89  | 慕尼黑 － 罗森海姆 － 沃格尔 － 因斯布鲁克 － 布伦内罗 － 波尔查诺 － 特伦托 － 维罗纳 （－ 博洛尼亚）                                                                   | 慕尼黑 － 罗森海姆 － 沃格尔 － 因斯布鲁克 － 布伦内罗 － 波尔查诺 － 特伦托 － 维罗纳 （－ 博洛尼亚）                                                                   | 慕尼黑 － 罗森海姆 － 沃格尔 － 因斯布鲁克 － 布伦内罗 － 波尔查诺 － 特伦托 － 维罗纳 （－ 博洛尼亚）                                                                   | 慕尼黑 － 罗森海姆 － 沃格尔 － 因斯布鲁克 － 布伦内罗 － 波尔查诺 － 特伦托 － 维罗纳 （－ 博洛尼亚）                                                                   | 两小时1班    |

此外，还有许多夜间列车路线在慕尼黑总站办客，其中大部分是在这里始发及终到。较为特别的是往返于慕尼黑和阿姆斯特丹之间的夜车，这条路线在冬季会延长至因斯布鲁克、从慕尼黑至汉堡以及从慕尼黑至柏林，其中后两条路线会在慕尼黑东站加挂装载汽车的平车运行。还有一条路线是从慕尼黑至巴黎，这趟车在冬季会延长至因斯布鲁克。此外，还有两条国际路线通往罗马和威尼斯。另有两条路线从慕尼黑分别前往布达佩斯和萨格勒布，其中后者会加挂1节联运车厢继续前往里耶卡。慕尼黑总站同时也是人车同行路线的停靠点，其中汽车的装运点设于慕尼黑东站。
在ICE25号和28号线中，从慕尼黑出发的城际快车会每隔1小时分别轮番经由因戈尔施塔特和奥格斯堡前往纽伦堡。另有八班25号线的城际快车会经由奥格斯堡和安斯巴赫（不停站）直通维尔茨堡。28号线则自2011年12月12日起开行每隔1小时分别经由因戈尔施塔特、哈勒至柏林的快车服务和经由奥格斯堡、莱比锡至柏林的慢车服务。
ICE1021次和1022次列车自2010年12月12日的运行图调整起被合并为一对列车，它在慕尼黑至多特蒙德之间均经由莱茵河左岸铁路运行。因此从这时起，沿线的美因茨、科布伦茨和波恩等城市除了原有的IC/EC32号线图定连接至慕尼黑外，它们还可通过这对每日开行的ICE列车服务直通运行往巴伐利亚州首府。
针对在慕尼黑至法兰克福之间拥有巨大需求量的乘客，慕尼黑总站开办有每小时1班和两小时1班经由斯图加特的ICE11号和42号线的叠加服务，并以经由纽伦堡的ICE41号线作为补充。41号线的部分班次会终到多特蒙德，但主要都在埃森到发。与11号和42号线不同的是，41号线会在法兰克福总站和法兰克福机场两地都作停靠。作为替代，11号线和42号线则会在曼海姆总站与从卡尔斯鲁厄驶来、发车频率为两小时1班的12号线（巴塞尔－法兰克福－柏林）和43号线（巴塞尔－法兰克福机场－科隆）进行“优化互连”，乘客可从曼海姆根据相应的路线进行换乘。
自2007年12月9日的运行图调整起，法国国家铁路在慕尼黑每日开行有一对往返于巴黎的TGV列车。TGV列车在这条路线中的运行全程约为6小时12分钟，较此前的欧城列车班次服务快了将近两小时。而奥地利联邦铁路也在2008开行了锐捷列车班次，提供两小时1班连接慕尼黑经维也纳至布达佩斯的服务。
介乎于长途运输及短途运输之间的服务是alex列车（在2010年以前被称为“爱瑞发州立铁路快车”），这是由于其资费的确是根据短途运输制定，但作为仅设较少停站的区际列车的替代产品，它实际上应被划分至长途运输。alex列车提供由慕尼黑至奥伯斯多夫再解编前往林道；以及由慕尼黑经雷根斯堡、施万多夫再进一步前往霍夫和布拉格的服务。另有一种列车服务，虽然被视为区域快车，但运行时间与长途列车类似、并使用前城际列车车体担当，它被称为慕尼黑-纽伦堡快车。这项服务在慕尼黑至纽伦堡间提供两小时1班的发车频率。

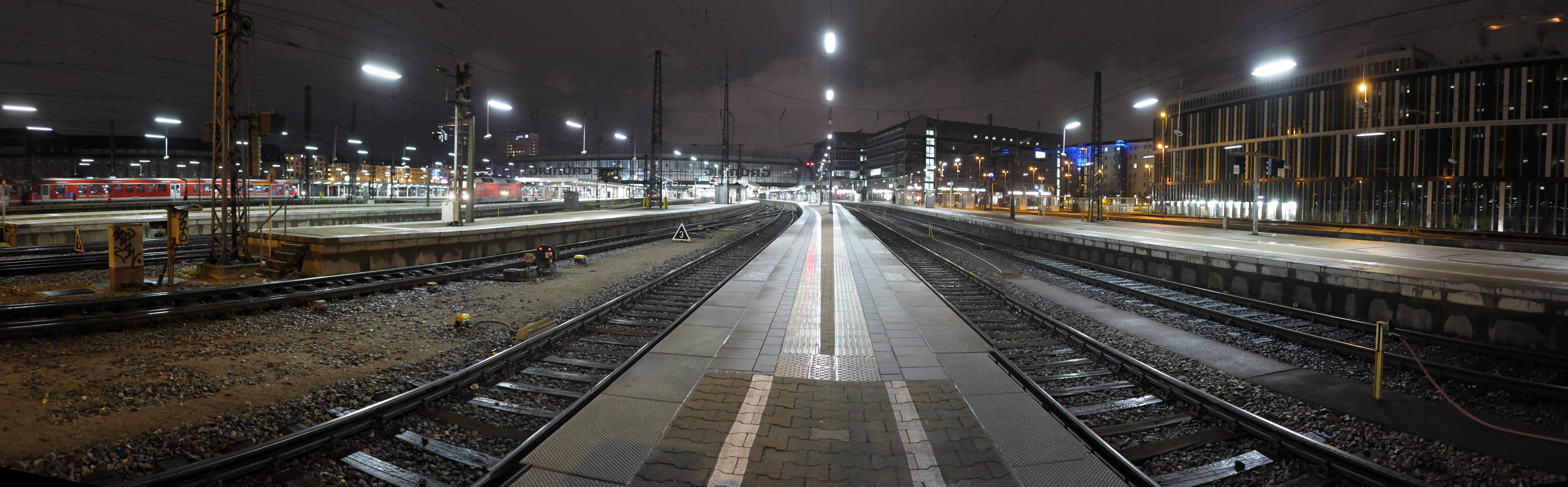
从月台终端眺望的12/13道视角

### 短途运输

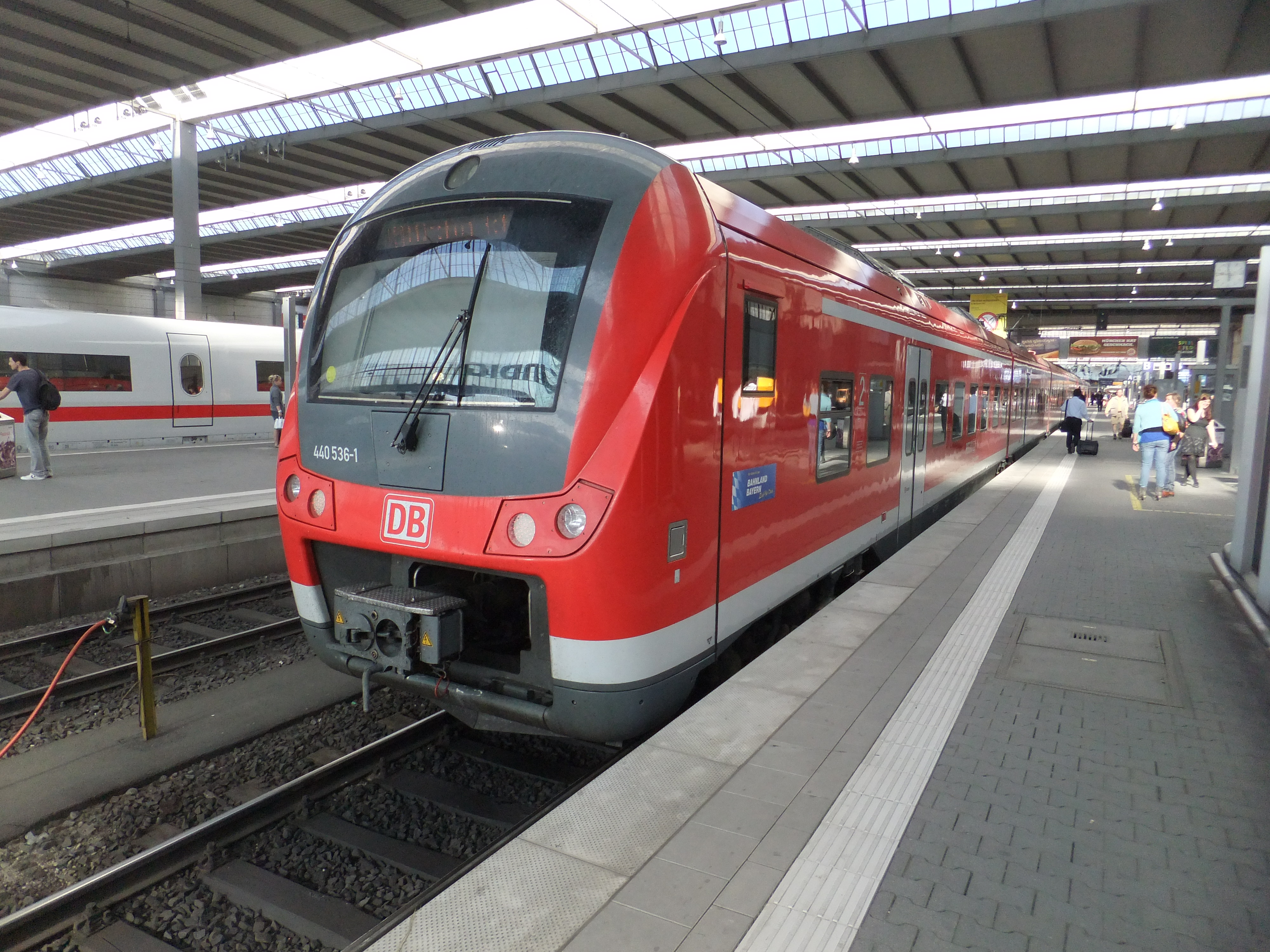
担当“富格尔快车”的动车组于慕尼黑总站

除了上述提到的长途运输服务外，慕尼黑总站也设有区域运输服务分别连接至兰茨胡特-雷根斯堡/普拉特林格-帕绍、肯普滕/林道、米尔多夫、加米施-帕滕基兴以及拜里施策尔、伦格里斯和泰根塞（由巴伐利亚高地铁路开行）等地。当中只有通往米尔多夫方向的铁路（自马克特施瓦本起）和往肯普滕/林道的铁路（自霍尔茨基兴起）没有实现电气化。而其它在慕尼黑周边的区域运输都是依靠接触网进行操作。
慕尼黑总站开办有以下路线的区域运输服务：
| 类别  | 经由 | 发车频率               |
| ----- | --- | ---------------------- |
| ALX   | 慕尼黑 － 兰茨胡特 － 雷根斯堡 － 施万多夫 － 卡姆 － 比尔森 － 布拉格                                           | 每日1班                |
| ALX   | 慕尼黑 － 兰茨胡特 － 雷根斯堡 （－ 施万多夫 － 魏登 － 马克特雷德维茨 － 霍夫）                                 | 两小时1班              |
| ALX   | 慕尼黑 － 布赫洛厄 － 肯普滕 － 伊门施塔特 － 奥伯斯多夫/ － 黑尔加茨 － 林道                                    | 两小时1班              |
| RE    | 慕尼黑-纽伦堡快车： 慕尼黑 － 因戈尔施塔特 － 阿勒斯贝格 － 纽伦堡                                               | 两小时1班              |
| RE    | 慕尼黑 － 罗尔巴赫 （－ 因戈尔施塔特）                                                                           | 每日1班                |
| RE    | 慕尼黑 － 兰茨胡特 － 雷根斯堡 － 诺伊马尔克特 － 纽伦堡                                                         | 两小时1班              |
| RE    | 多瑙-伊萨尔快车： 慕尼黑 － 兰茨胡特 － 普拉特林格 － 帕绍                                                       | 每小时1班              |
| RE    | 慕尼黑 － 米尔多夫 － 因河畔辛巴赫/（布尔格豪森）                                                                | 每日1班                |
| RE    | 慕尼黑 － 魏尔海姆 － 穆尔瑙 － 加米施-帕滕基兴 － 米滕瓦尔德/ （－ 莱尔莫斯 － 羅伊特）                         | 每日1班 （仅高峰时段） |
| RE    | 慕尼黑 － 考弗灵 － 布赫洛厄 － 梅明根                                                                           | 两小时1班              |
| RE    | 慕尼黑 － 考弗灵 － 布赫洛厄 － 考夫博伊伦 － 比森霍芬 － 菲森                                                   | 两小时1班              |
| RE    | 慕尼黑 － 考弗灵 － 布赫洛厄 － 考夫博伊伦 － 肯普滕                                                             | 两小时1班              |
| RE    | 慕尼黑 － 考弗灵 － 布赫洛厄 － 肯普滕 － 伊门施塔特 － 林道                                                     | 每日1班                |
| RE    | 富格尔快车： 慕尼黑 － 梅灵 － 奥格斯堡 － 乌尔姆/（特罗伊希特林根）                                             | 每小时1班              |
| RE/RB | 富格尔快车： 慕尼黑 － 奥格斯堡 － 丁克尔谢本 － 多瑙沃特                                                        | 每小时1班              |
| RE    | 慕尼黑 － 因戈尔施塔特 － 艾希施泰特 － 特罗伊希特林根 （两小时1班：－ 纽伦堡）                                  | 每小时1班              |
| RB    | 慕尼黑 － 因戈尔施塔特                                                                                           | 每日1班                |
| RB    | 慕尼黑 － 弗赖辛 － 兰茨胡特                                                                                     | 每日1班                |
| RB    | 慕尼黑 － 米尔多夫 （－ 布尔格豪森/兰茨胡特/帕绍）                                                               | 每小时1班              |
| RB    | 慕尼黑 － 图青 － 魏尔海姆 － 穆尔瑙 － 加米施-帕滕基兴 （每四小时1班：－ 米滕瓦尔德 － 塞弗尔德 － 因斯布鲁克） | 两小时1班              |
| RB    | 慕尼黑 － 图青 － 魏尔海姆 － 穆尔瑙 － 加米施-帕滕基兴 － 米滕瓦尔德 （－ 塞弗尔德）                            | 两小时1班              |
| RB    | 慕尼黑 － 图青 － 魏尔海姆/ － 彭茨贝格 － 科黑尔                                                                | 每小时1班              |
| M     | 梅里迪安： 慕尼黑 － 罗森海姆 － 特劳恩施泰因 － 弗赖拉辛 － 萨尔茨堡                                            | 每小时1班              |
| M     | 梅里迪安： 慕尼黑 － 罗森海姆 － 特劳恩施泰因                                                                    | 每日4班                |
| M     | 梅里迪安： 慕尼黑 － 格拉芬 － 罗森海姆 （－ 库夫施泰因）                                                        | 每小时1班              |
| BOB   | 慕尼黑 － 霍尔茨基兴 － 拜里施策尔/伦格里斯/泰根塞                                                               | 每小时1班              |
| BOB   | 慕尼黑 － 霍尔茨基兴 － 施利尔湖/伦格里斯/（泰根塞）                                                             | 每日1班                |

### 快铁

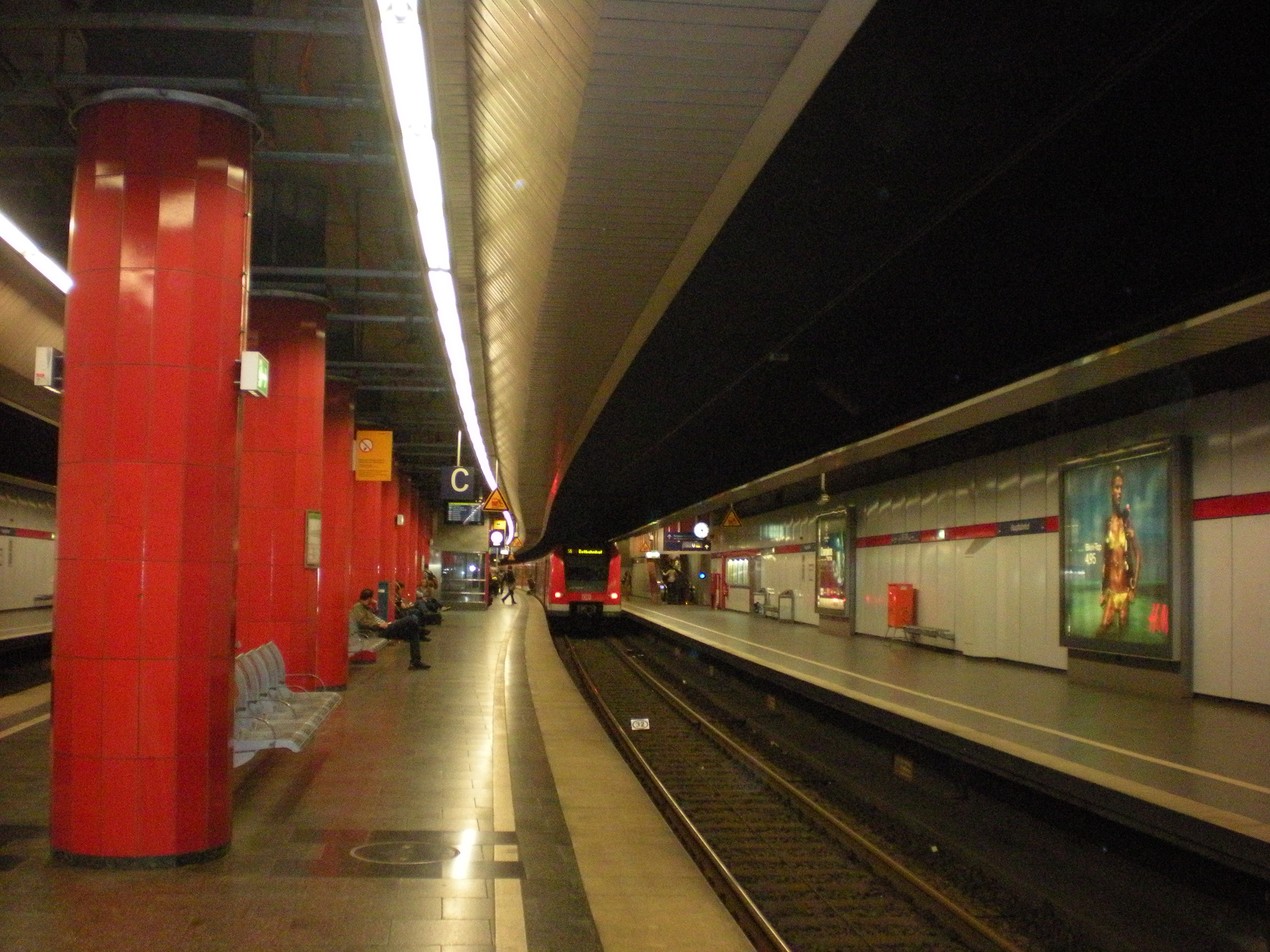
快铁车站

慕尼黑快铁在总站毗邻慕尼黑快铁主线的区域中设有一座快铁车站，它包含两条股道和三座西班牙式布局的月台，坐落于北侧较低的地下二层。共有7条快铁路线在该站停靠，分别为1、2、3、4、6、7和8号线。在2013年12月24日之前，27号线也是在霍尔茨基兴翼站旁的地面轨道到发，但当日新的运行图调整实施后，它被巴伐利亚高地铁路开行的梅里迪安列车所取代。
作为自2006年起规划的慕尼黑快铁第二主线新造工程的一部分，还应有另一座新的快铁车站被建于地下五层的位置，但由于成本原因，该工程已被无限期推迟。作为替代工程，当局计划兴建一条连接慕尼黑总站至慕尼黑机场的磁悬浮路线。然而，该项目也同样由于成本原因而被撤销。
| 路线 | 经由 | 发车频率 |
| ---- | --- | -------- |
| S1   | 弗赖辛 － 普灵 / 慕尼黑机场 － 机场访客公园 － 诺伊法恩 － 埃兴 － 洛霍夫 － 下施莱斯海姆 － 上施莱斯海姆 － 费德莫兴 － 法萨讷里 － 莫萨赫 － 莱姆 － 鹿园 － 唐纳斯贝格桥 － 哈克桥 － 火车总站 － 卡尔广场（斯塔修斯） － 玛利亚广场 － 伊萨尔门 － 罗森海姆广场 － 火车东站 | 20分钟   |
| S2   | 彼得斯豪森 － 菲尔基兴-艾斯特霍芬 － 勒尔莫斯 － 赫伯茨豪森 － 达豪 / 阿尔托明斯特 － 小贝格霍芬 － 埃尔德韦格 － 阿恩巴赫 － 马克特因德斯多夫 － 下罗特 － 施瓦布豪森 － 巴赫尔恩 － 达豪城 － 达豪 － 卡尔斯费尔德 － 阿拉赫 － 下门青 － 上门青 － 莱姆 － 鹿园 － 唐纳斯贝格桥 － 哈克桥 － 火车总站 － 卡尔广场（斯塔修斯） － 玛利亚广场 － 伊萨尔门 － 罗森海姆广场 － 火车东站 － 洛伊希滕贝格环路 － 莱姆畔山 － 里姆 － 费尔德基兴 － 海姆斯特滕 － 格鲁布 － 波英 － 马克特施瓦本 － 奥滕霍芬 － 圣柯洛曼 － 奥夫豪森 － 旧埃尔丁 － 埃尔丁 | 20分钟   |
| S3   | 马门多夫 － 马尔兴 － 迈萨赫 － 格恩林登 － 艾斯汀 － 奥尔兴 － 格勒本采尔 － 洛赫豪森 － 朗维德 － 帕兴 － 莱姆 － 鹿园 － 唐纳斯贝格桥 － 哈克桥 － 火车总站 － 卡尔广场（斯塔修斯） － 玛利亚广场 － 伊萨尔门 － 罗森海姆广场 － 火车东站 － 圣马丁街 － 吉兴 － 雉鸡园 － 雉鸡公园 － 下哈兴 － 陶夫基兴 － 富尔特 － 代森霍芬 － 绍尔拉赫 － 奥特尔芬 － 霍尔茨基兴 | 20分钟   |
| S4   | 格尔滕多夫 － 蒂肯费尔德 － 格拉夫拉特 － 申盖辛格 － 布赫瑙 － 菲尔斯滕费尔德布鲁克 － 艾谢瑙 － 普赫海姆 － 奥宾 － 莱恩费尔斯街 － 帕兴 － 莱姆 － 鹿园 － 唐纳斯贝格桥 － 哈克桥 － 火车总站 － 卡尔广场（斯塔修斯） － 玛利亚广场 － 伊萨尔门 － 罗森海姆广场 － 火车东站 － 洛伊希滕贝格环路 － 莱姆畔山 － 特鲁德灵 － 格龙斯多夫 － 哈尔 － 法特施特滕 － 巴尔德哈姆 － 措尔讷丁 － 埃格尔哈廷 － 基希塞翁 － 格拉芬 － 格拉芬城 － 埃伯斯贝格                                                                                                 | 20分钟   |
| S6   | 图青 － 费尔达芬 － 波森霍芬 － 施塔恩贝格 － 施塔恩贝格北 － 高廷 － 斯托克多夫 － 普拉内格 － 格雷费尔芬 － 洛赫哈姆 － 西十字 － 帕兴 － 莱姆 － 鹿园 － 唐纳斯贝格桥 － 哈克桥 － 火车总站 － 卡尔广场（斯塔修斯） － 玛利亚广场 － 伊萨尔门 － 罗森海姆广场 － 火车东站 － 洛伊希滕贝格环路 － 莱姆畔山 － 特鲁德灵 － 格龙斯多夫 － 哈尔 － 法特施特滕 － 巴尔德哈姆 － 措尔讷丁 － 埃格尔哈廷 － 基希塞翁 － 格拉芬 － 格拉芬城 － 埃伯斯贝格                                                                                                   | 20分钟   |
| S7   | 沃尔夫拉茨豪森 － 伊京 － 埃本豪森-薛夫特拉恩 － 高薛夫特拉恩 － 拜尔布伦 － 布亨海因 － 赫里格斯克罗伊特 － 普拉赫 － 大黑塞洛赫伊萨尔河谷 － 索恩 － 西门子工厂 － 中森德灵 － 哈拉斯 － 海梅兰广场 － 唐纳斯贝格桥 － 哈克桥 － 火车总站 － 卡尔广场（斯塔修斯） － 玛利亚广场 － 伊萨尔门 － 罗森海姆广场 － 火车东站 － 圣马丁街 － 吉兴 － 佩拉赫 － 新佩拉赫南 － 新比贝格 － 奥托布伦 － 霍恩布伦 － 韦希特霍夫 － 赫恩基兴-锡格茨布伦 － 迪恩哈尔 － 艾因格 － 派斯 － 大助村 － 十字街                                                       | 20分钟   |
| S8   | 黑尔兴 － 塞费尔德-黑兴多夫 － 施泰因巴赫 － 韦斯灵 － 新吉尔兴 － 吉尔兴-阿格尔斯里德 － 盖森布伦 － 盖默灵-下普法芬霍芬 － 哈特豪斯 － 弗赖哈姆 － 新奥宾 － 西十字 － 帕兴 － 莱姆 － 鹿园 － 唐纳斯贝格桥 － 哈克桥 － 火车总站 － 卡尔广场（斯塔修斯） － 玛利亚广场 － 伊萨尔门 － 罗森海姆广场 － 火车东站 － 洛伊希滕贝格环路 － 达格尔芬 － 英戈沙金 － 约翰内斯基兴 － 下弗灵 － 伊斯马宁 － 哈尔贝格莫斯 － 机场访客公园 － 慕尼黑机场 | 20分钟   |

## 其它设施

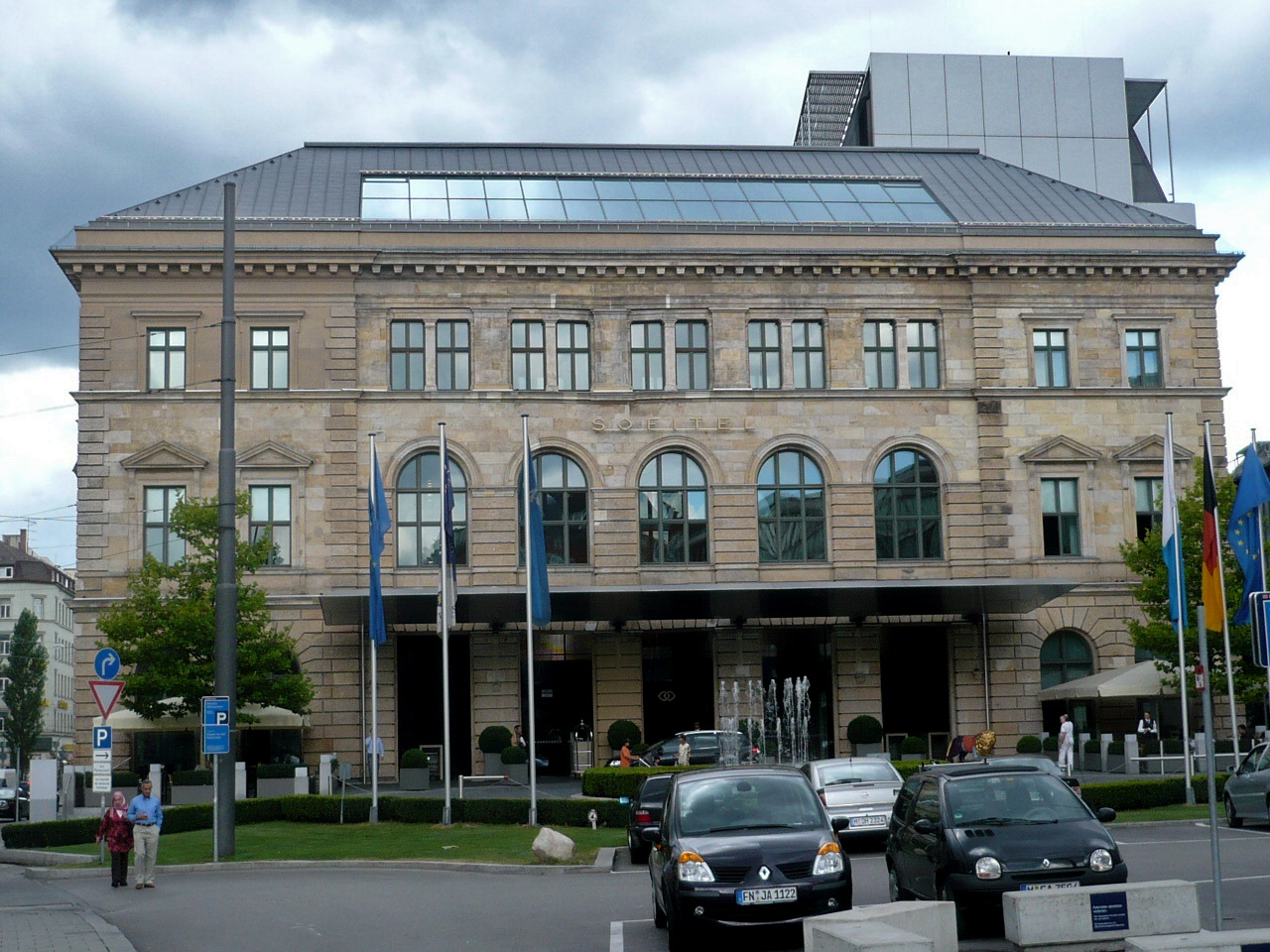
索菲特慕尼黑拜耳波斯特酒店

在中央大堂内部的地面及上层设有多个餐饮场所、报刊亭、花店和礼品店。同样，在北部和东部的地下也设有大范围的购物长廊，并可通过购物长廊直接进入毗邻的市内百货公司。购物长廊自2013年夏季起将被完全去核翻新，这使得长廊内的所有商铺不得不在关闭或搬迁至站内通道区域直到2013年8月。此外，在地铁站和快铁站的区域内也将设有购物廊。但两项建筑计划是彼此独立的，其中快铁的购物廊是在2013年8月才动工，而新的地铁楼层已接近完工。
自1995年起，慕尼黑儿童及青年博物馆迁入施塔恩贝格翼站。该建筑的南面还是城际酒店的一部分。与其它许多车站类似，慕尼黑总站的周边都设有一些酒店，其中包括豪华品牌索菲特酒店和艾美酒店。11股道的南端是援助机构车站使命团的服务处所。在这里，游客和无家可归者可以获得全天候的救助、膳食和休息。在北部则设有慕尼黑警察总署和德国联邦警察的派出所。此外，在北翼的地上一层还包含有一间供德国铁路员工和客人使用的餐廳。两座停车场设于车站主建筑的地上四层和五层，它们均可通过拜耳大街和阿努尔夫大街抵达。

## 车辆段
在建成初期，车站便设立了可供机车和车厢停放的小型机车库，而车辆大修则需转交相应的制造商负责。1867年，则开始兴建一座可进行车辆维修的中央维修车间（Centralwerkstätte），以节省车辆移交制造商的维修费用。1874年，该维修车间在如今的车辆段对面投入营运。同时，用于客车和货车车厢的车辆段也于同年建成。在1900年，维修车间的占地面积已超过500米长。然而至1931年，用于机车的维修车间已被转移至福莱曼。车辆段也在1941年搬迁至帕兴，但它仍然隶属于慕尼黑总站。时至今日，车辆段仍然在为铁路客车提供保养服务。
另一座车辆段始建于1867年或1868年，但具体的落成日期已不可考。随后它进行了多次的改建和扩建，并在1993年5月18日被构建为一个新的ICE动车基地，被称为“慕尼黑1号车辆段（Bahnbetriebswerkes München 1）”，那里驻扎有大量的ICE列车。

## 地铁

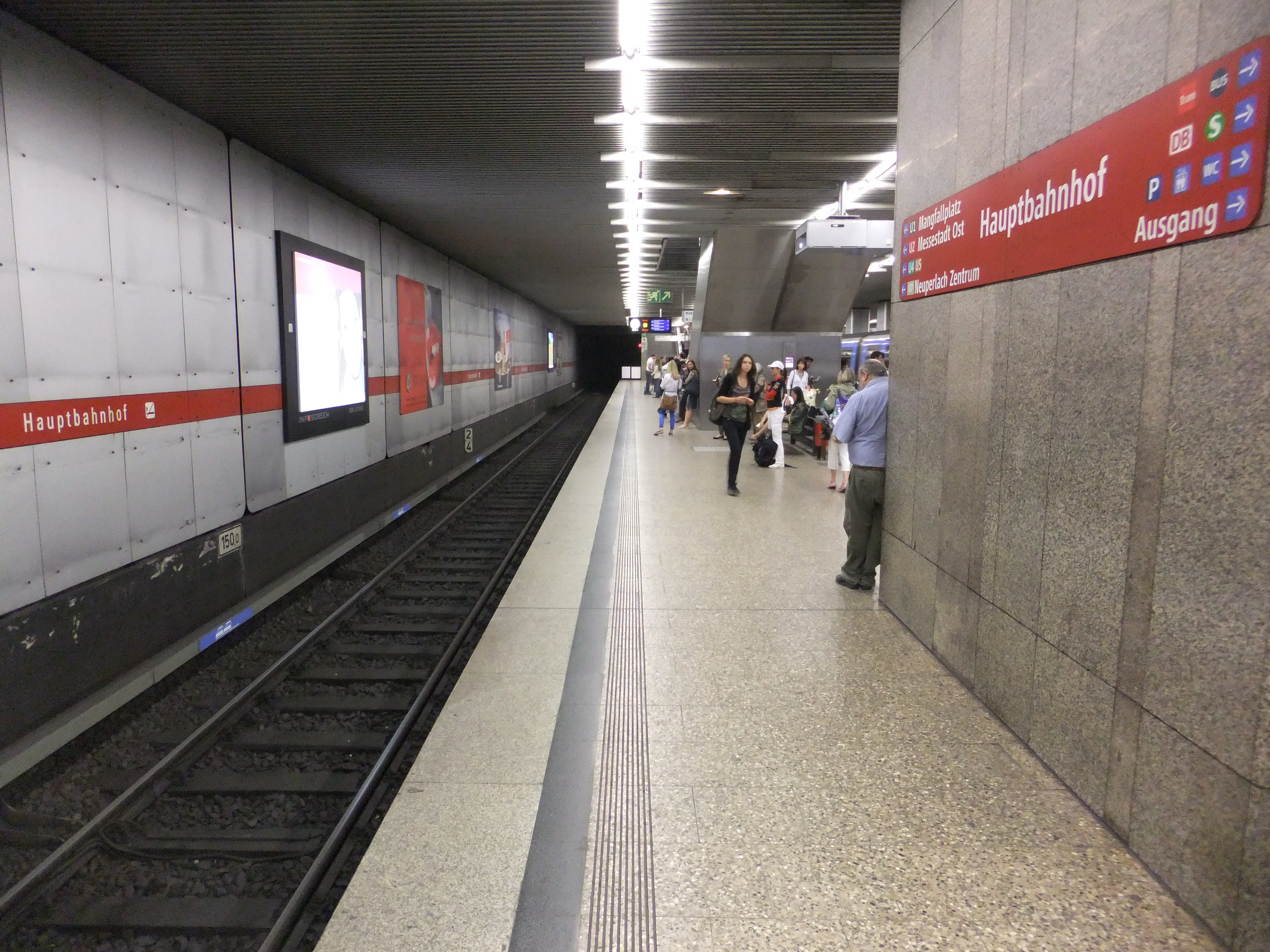
U1、U2和U7线的地铁站

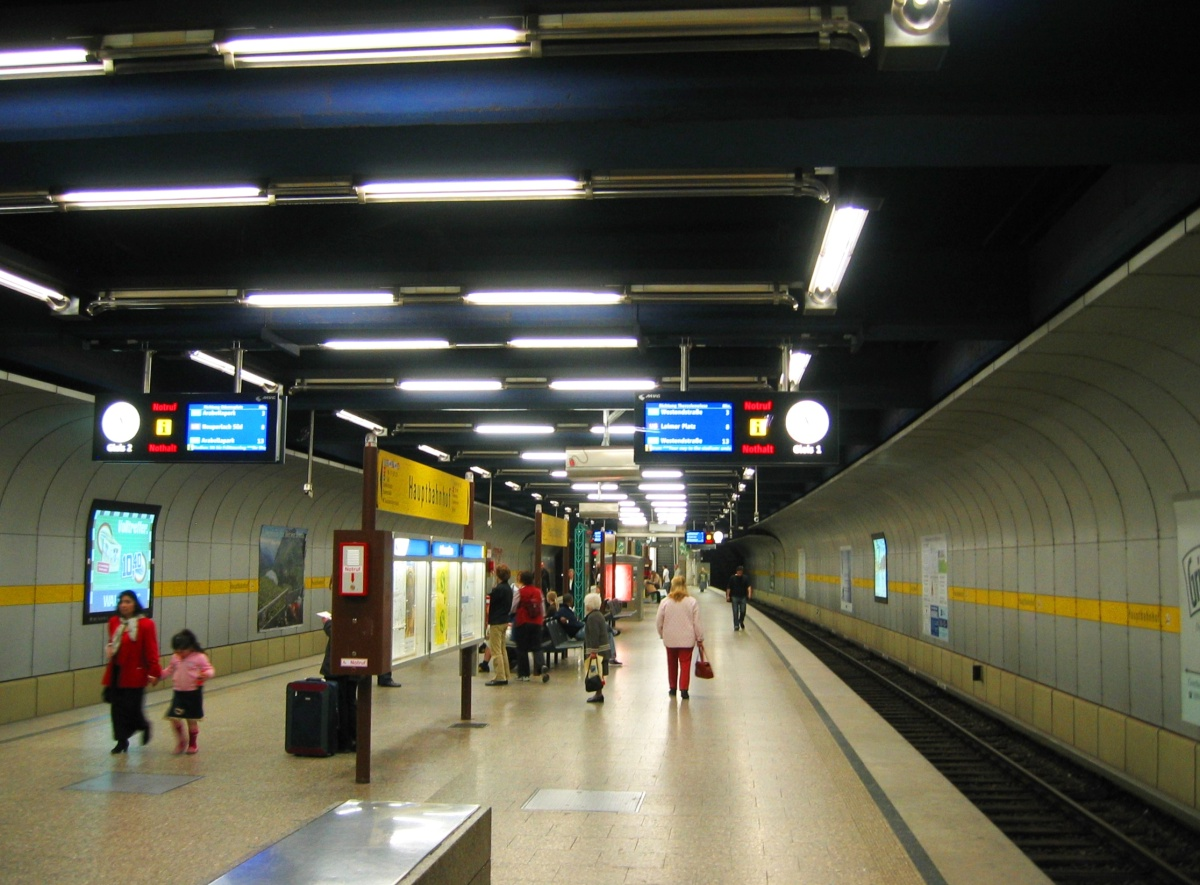
地铁4号线及5号线的地铁站

慕尼黑地铁在慕尼黑总站旁设有两座地铁站。
其中在慕尼黑地铁第二主线中的地铁站位于南北向的站前广场地下四层，并有4条轨道。1号线在车站往北部分岔通往奥林匹克购物中心站，2号线则通往费德莫兴站。最初该地铁站是被规划建于赫尔蒂百货公司（Kaufhaus Hertie）地下。但为了缩短与中央大堂的换乘距离、并接入地铁4号和5号线、以及避免挖掘式施工，它最终被决定建立在站前广场地下。1975年春季，地铁站的建筑工程启动，为此站前广场需要封闭其地面交通的运行。由于巨大的广度和深度，该建筑工程需要采取明挖随填的方式施工。最初完工的是侧壁和顶盖，然后各楼层按从上到下的顺序构建。地铁站最终于1980年10月18日开通。与其它同期开放的2号线地铁站不同，该站的轨道背墙采用银色的饰边，支柱则设于车站的中央。月台在北端可以通过一个夹层与快铁站相连，在南端则可通过另一个夹层与4号和5号线的地铁站相连。在月台中部的自动扶梯则可通过一个夹层前往位于站前广场下方的封闭层。
在慕尼黑地铁第三主线中的地铁站位于慕尼黑总站南侧及东西向的拜耳大街地下二层。该站在规划阶段曾被定名为“总站南站（Hauptbahnhof Süd）”，但在1984年3月10日投入营运后，它仅使用总站的称谓。其银色的轨道背墙呈隧道状向内弯曲，从而使该站具有管状的特点。该站处于一个轻微的弯道中，且不设任何支柱。照明设备呈方形排列，它们被固定在缩回的天花板之中。在月台的东端可以通过一个夹层与1号和2号线的地铁站相连，西端则可通过一个封闭层来到慕尼黑总站的南入口。此外，在这一端还设有一台无障碍升降机接入地铁月台。
两条地铁路线都可在东南部实现相互连接。自2011年12月12日起，7号线作为支援路线仅在高峰时段开行，8号线则仅在周末开行。
| 路线 | 经由 |
| ---- | --- |
| U1   | 奥林匹克购物中心 － 格奥尔格·布劳赫勒环路 － 西部陵园 － 格恩 － 红十字广场 － 迈灵街 － 斯蒂格迈尔广场 － 火车总站 － 森德灵门 － 夫琅和费街 － 哥伦布广场 － 坎迪广场 － 韦特施泰因广场 － 圣奎里广场 － 曼格法尔广场 |
| U2   | 费德莫兴 － 哈森贝格尔 － 迪尔费尔街 － 哈特霍夫 － 哈特畔 － 法兰克福环路 － 米贝茨霍芬 － 沙伊德广场 － 霍亨索伦广场 － 约瑟夫广场 － 特蕾西娅街 － 国王广场 － 火车总站 － 森德灵门 － 夫琅和费街 － 哥伦布广场 － 西尔伯霍恩街 － 翁特贝格街 － 吉兴 － 卡尔·普莱斯广场 － 因斯布鲁克环路 － 约瑟夫堡 － 克莱勒大街 － 特鲁德灵 － 莫斯费尔德 － 展览城西 － 展览城东 |
| U4   | 韦斯滕德街 － 海梅兰广场 － 施万塔勒高地 － 特蕾西娅草坪 － 火车总站 － 卡尔广场（斯塔修斯） － 音乐厅广场 － 莱赫尔 － 马克斯·韦伯广场 － 摄政王广场 － 波西米亚森林广场 － 理查德·施特劳斯街 － 阿拉贝拉公园 |
| U5   | 莱姆广场 － 弗里登海姆街 － 韦斯滕德街 － 海梅兰广场 － 施万塔勒高地 － 特蕾西娅草坪 － 火车总站 － 卡尔广场（斯塔修斯） － 音乐厅广场 － 莱赫尔 － 马克斯·韦伯广场 － 火车东站 － 因斯布鲁克环路 － 米夏埃利游泳馆 － 奎德街 － 新佩拉赫中心 － 特蕾泽·吉泽大道 － 新佩拉赫南站                                                                                          |
| U7   | 奥林匹克购物中心 － 格奥尔格·布劳赫勒环路 － 西部陵园 － 格恩 － 红十字广场 － 迈灵街 － 斯蒂格迈尔广场 － 火车总站 － 森德灵门 － 夫琅和费街 － 哥伦布广场 － 西尔伯霍恩街 － 翁特贝格街 － 吉兴 － 卡尔·普莱斯广场 － 因斯布鲁克环路 － 米夏埃利游泳馆 － 奎德街 － 新佩拉赫中心                                                                                        |
| U8   | 仅周六： 奥林匹克中心 － 佩图埃尔环路 － 沙伊德广场 － 霍恩索伦广场 － 约瑟夫广场 － 特蕾西娅街 － 国王广场 － 火车总站 － 森德灵门 － 夫琅和费街 － 哥伦布广场 － 西尔伯霍恩街 － 翁特贝格街 － 吉兴 － 卡尔·普莱斯广场 － 因斯布鲁克环路 － 米夏埃利游泳馆 － 奎德街 － 新佩拉赫中心                                                                                    |

## 有轨电车及巴士

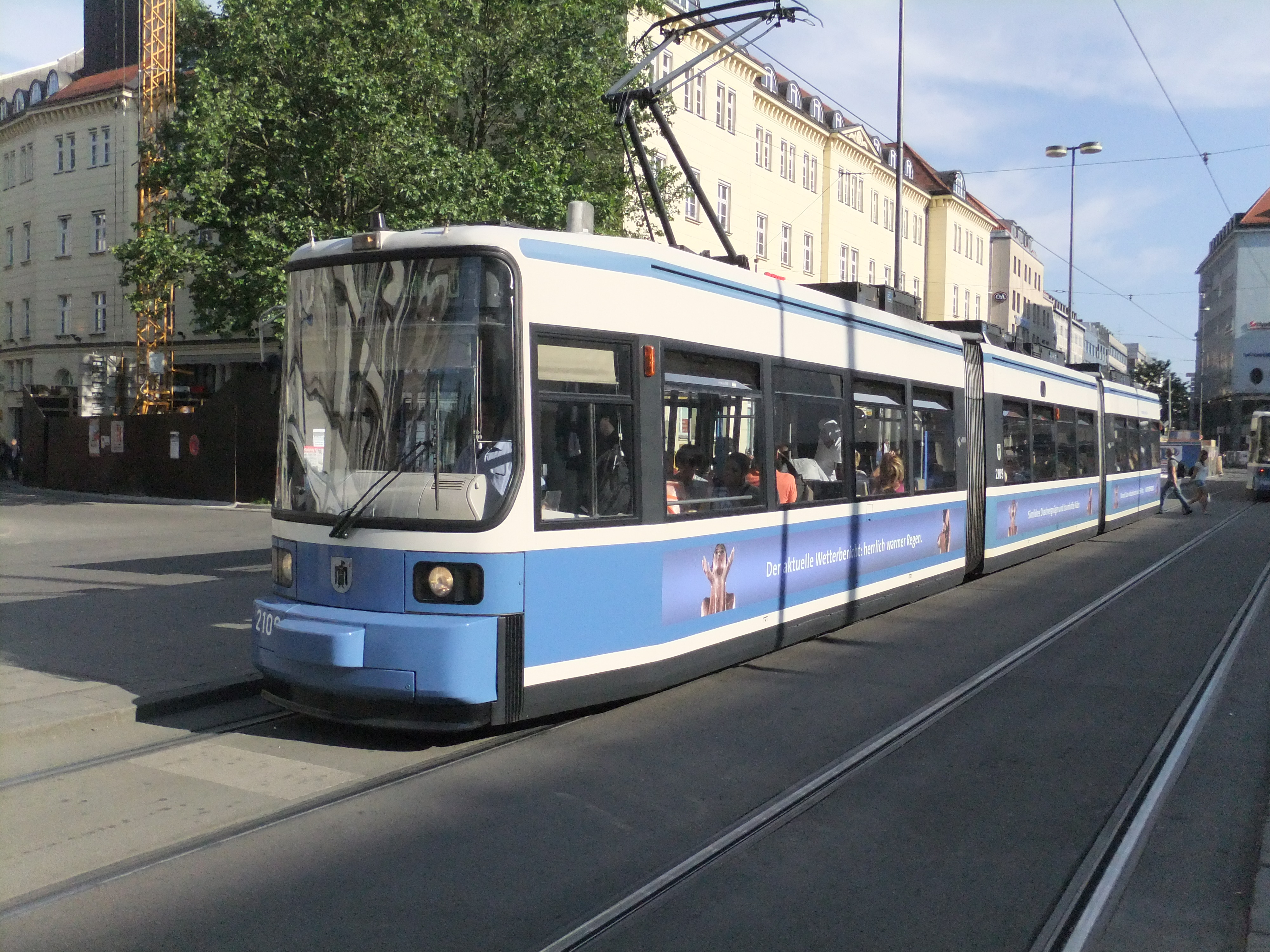
在站前广场停靠的有轨电车

慕尼黑总站周边共设有4座有轨电车站（总站、总站北站、总站南站、霍尔茨基兴站），它们为7条慕尼黑有轨电车路线提供服务。其中16路、17路、20路、21路和22路途经总站北站。几乎停靠路线的路线（16路、17路、19路、20路、21路、22路）都在位于站前广场的总站停车点停靠，但20路、21路和22路仅在出城方向停靠。而总站南和霍尔茨基兴站两个停车点则只有18路和19路停靠。
在站前广场停靠的首条有轨电车路线始于自1876年10月21日开通、从林荫道广场至迈林格大街的有轨马车。在随后的几年中，有轨马车的路线被扩大，从而使慕尼黑总站在1900年共开办有4条路线。由于有轨电车是重要的运输方式，其网络在其后又进一步的得到了扩建和电气化。至1938年，车站已开办9条有轨电车路线，使其成为慕尼黑有轨电车网络的一个重要枢纽。1966年，慕尼黑总站的有轨电车路线增至10条。此后，随着慕尼黑地铁的建设，有轨电车的路线数量开始回落，但在慕尼黑总站停靠的路线几乎不受影响，以至于其数量甚至一度达到11条。
除了有轨电车站外，总站南站还停靠有慕尼黑公共交通公司开行的58路都会巴士。在总站北站则提供有100路博物馆巴士和个别区域巴士的停靠服务。

## 外部連結
- （德文）地铁站（U1/U2）的进一步描述于muenchnerubahn.de （页面存档备份，存于）
- （德文）地铁站（U4/U5）的进一步描述于muenchnerubahn.de （页面存档备份，存于）
- （德文）慕尼黑总站 （页面存档备份，存于） – 交互式360°全景
- （德文）慕尼黑总站的构造于BEG数据库 （页面存档备份，存于）